# 圓方

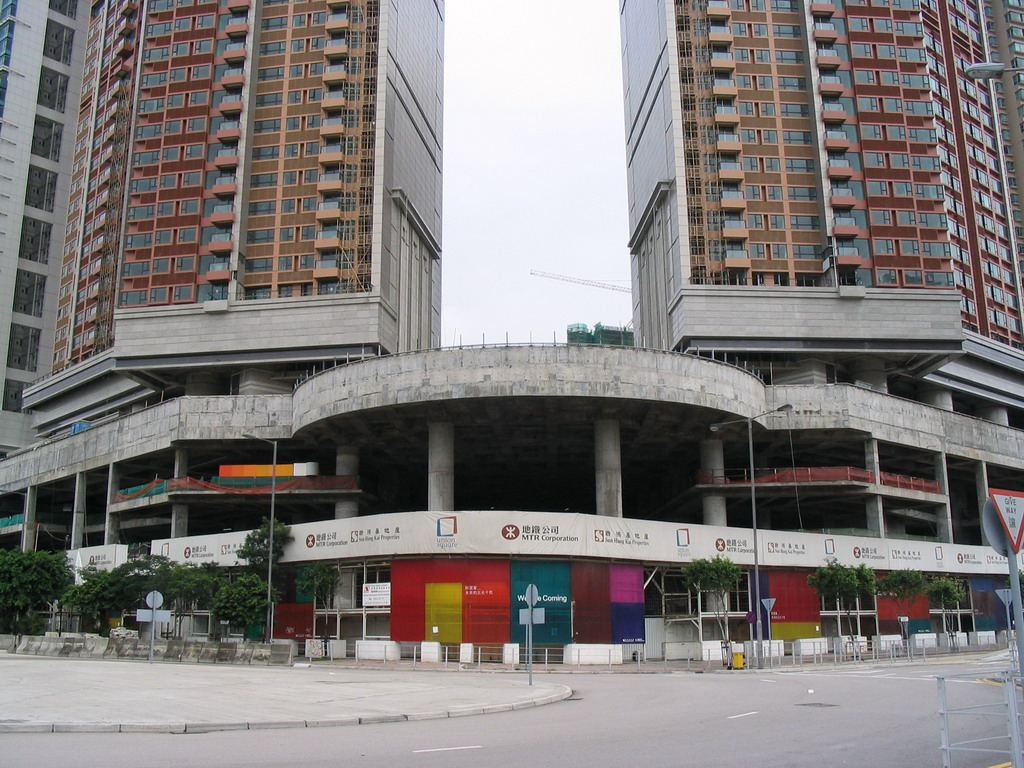
未建成前的圓方商場入口

圓方（英語：Elements）是香港九龍站上蓋綜合發展項目Union Square的核心商業組成，坐落於尖沙咀西九龍柯士甸道西1號，建築上與環球貿易廣場形成垂直綜合體。由港鐵公司與新鴻基地產共同開發，圓方於2007年10月1日試業，同年11月16日舉行正式開幕典禮。商場由協興建築承建，樓高4層，總零售面積達100萬平方呎，以五行概念劃分五大主題區域，融合高端零售、餐飲與休閒設施於一體。
商場定位為「國際級生活體驗空間」，初期因西九龍發展尚未成熟而人流較少，隨着2018年廣深港高鐵香港西九龍站啟用及西九文化區（如M+博物館）落成，日均客流增長逾五成。其特色設施包括香港首個配備杜比全景聲的戲院Premiere Elements（前身為洲立影藝營運的The Grand Cinema）、由童裝品牌Chickeeduck營運的溜冰場The Rink，以及耗資千萬打造的10間主題洗手間，後者更設有免費糖果派發與休憩等候區。

## 商場設計
圓方的建築設計由貝諾建築操刀，圓方分為五大區域，以中國哲學中的五行的金、木、水、火、土為主題（但其位置卻與東南西北中五方無關，純屬任意），商戶組合包括世界名牌商店、服飾店、美容店、食肆及娛樂設施，還包括8間1樓及2樓相通的複式零售店舖及8間複式食肆。此外平台則設有70萬呎的公園，公園更有多個不規則天窗照耀商場中庭。商場在2019年之前亦提供大量座位讓遊人坐下，不過到2020年疑因新型肺炎被移走，現在只剩下少量座位。到2022年，港鐵就商場洗手間進行翻新，洗手間會按照不同區域設不同主題，並增設智能管理系統及節能操控，工程由A.LEAD領建建築師事務所有限公司負責，預計在2024年內完成。
店舖組合方面，60%為時裝、30%為食肆、10%為娛樂、10%為其他零售商店。

### 未來發展
配合西九文化區全面落成，圓方計劃進行第二期擴建：
- 新增連接M+博物館的冷氣行人天橋
- 於金區增設免稅購物區
- 改建部分停車場為美食廣場

預計2025年完成工程，總投資額約15億港元。

### 金 Metal
該主題區域內，高級名店林立，亦設有商場內最大的中庭。中庭附近設有多部扶手電梯前往環球貿易廣場。此外，該區域內包括5間1樓及2樓相通的複式零售店舖，每間店舖均有獨立樓梯，店舖包括Burberry、Lanvin、Bally、Mulberry及Tiffany & Co.。天台的演薈廣場也設有8間複式食肆。區域內其他店舖包括Givenchy、PRADA、Gucci、Cartier、Alexander McQueen 、I.T、Fendi等。而另一面近水區的通道可通往服務式住宅港景滙和香港W酒店。
此外，環球貿易廣場基座有店舖預留區，為商場第2期，合共10萬平方呎，共有20間商舖，於2008年11月1日局部開放。店舖包括Chaumet、TODS、LOEWE、BVLGARI、Jimmy Choo、Hermès及Louis Vuitton。2011年起開設多間鐘錶店如Richard Mille及Vacheron Constantin等。2012年尾則開設曼谷星級食肆Mango Tree，佔地逾6,000平方呎。第2期設天際100觀景台入口及一個於2013年增設的女洗手間。此外，遊人可在該處的天橋前往西九文化區和M+博物館。
該主題區域內曾開設BALS Tokyo家居店（1032號舖），但其後結束營業，原址分拆為I.T（1032A號舖）及Alexander McQueen（1032B號舖），到2016年年底改為HERMES。HMV亦已於2013年結業。第二期通道盡頭於2010年至2012年初曾設有圓方尊貴會員專區，現已遷至木區。

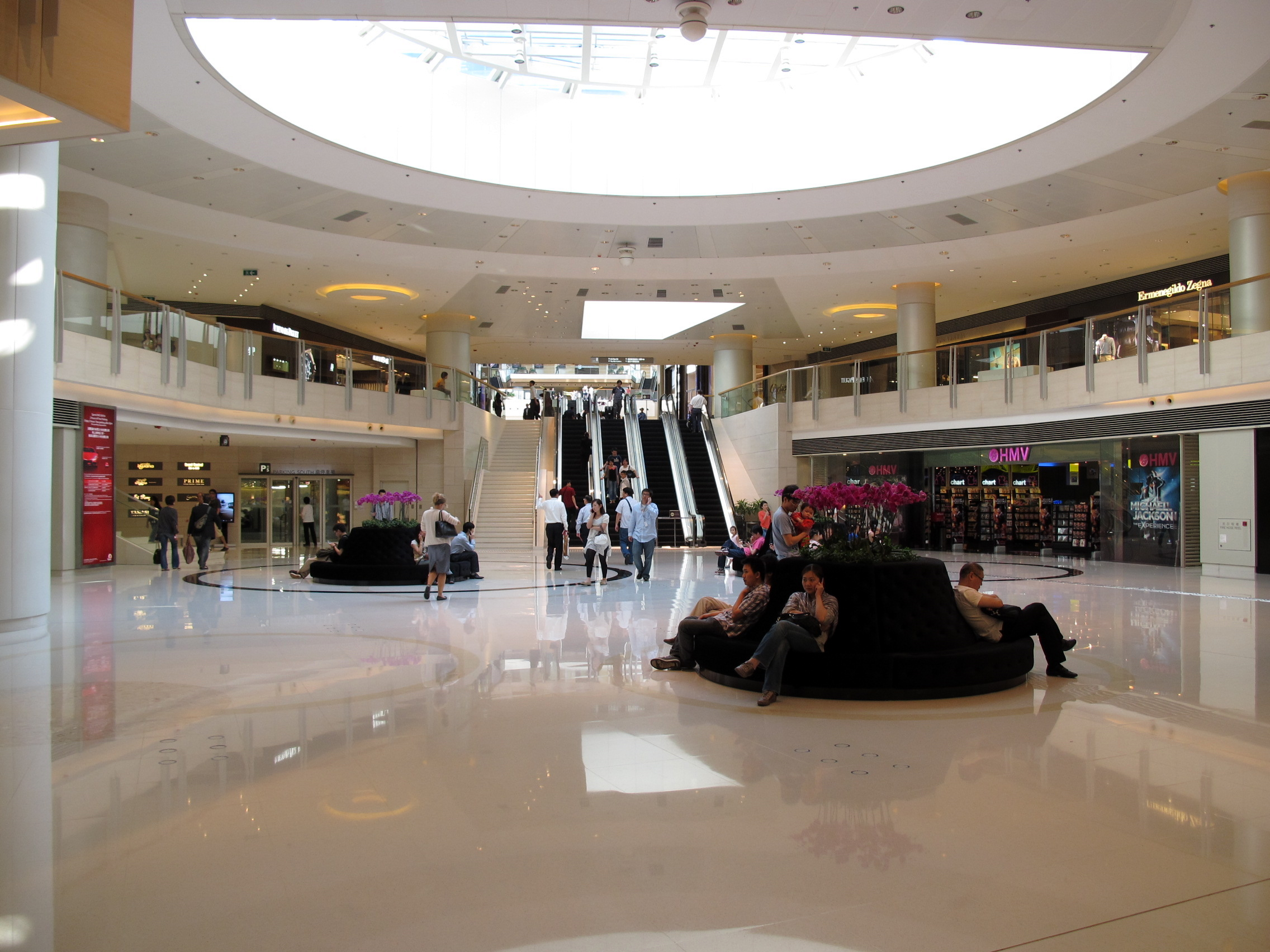
金區商場中庭
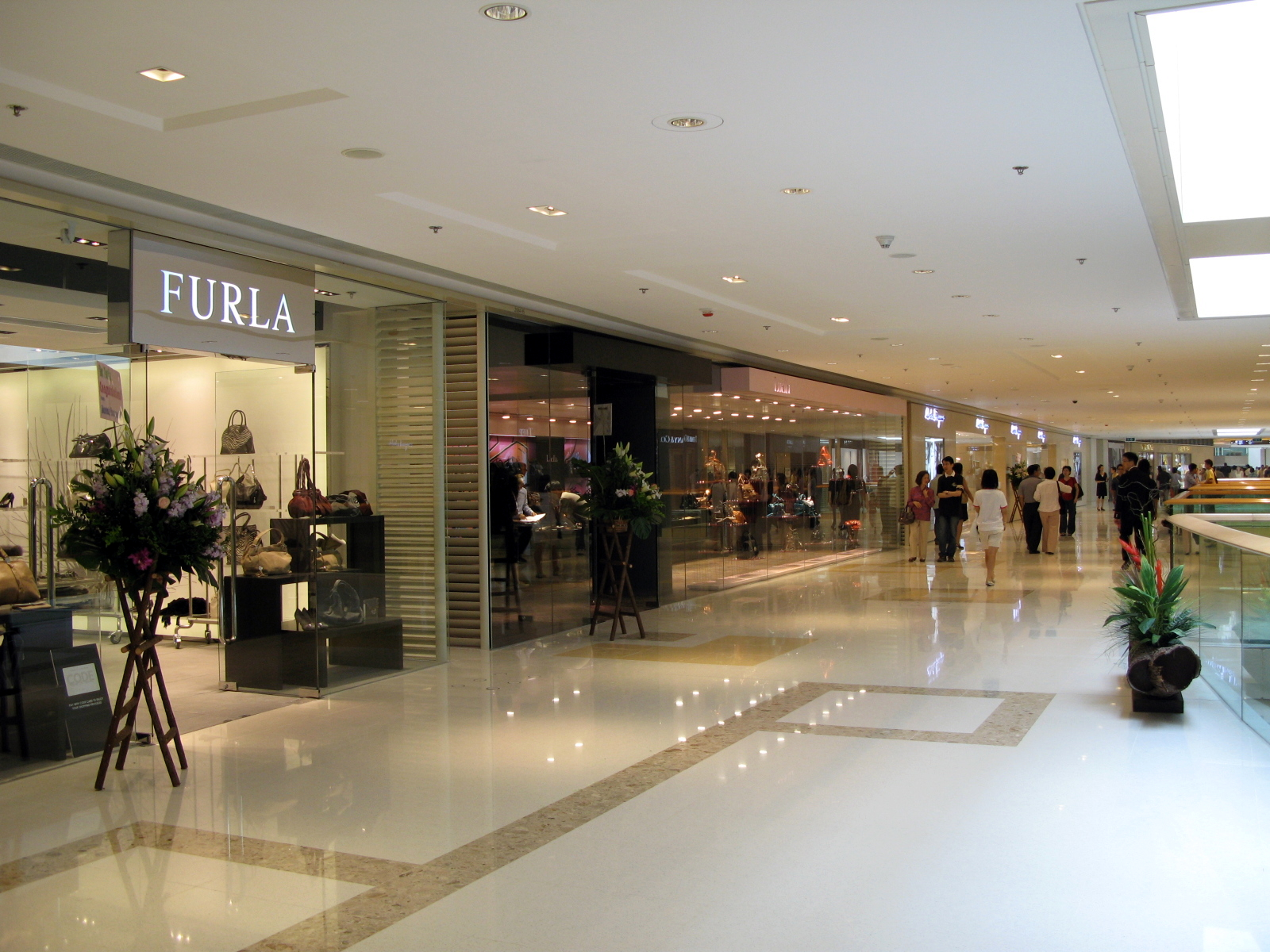
位於金區內的名店
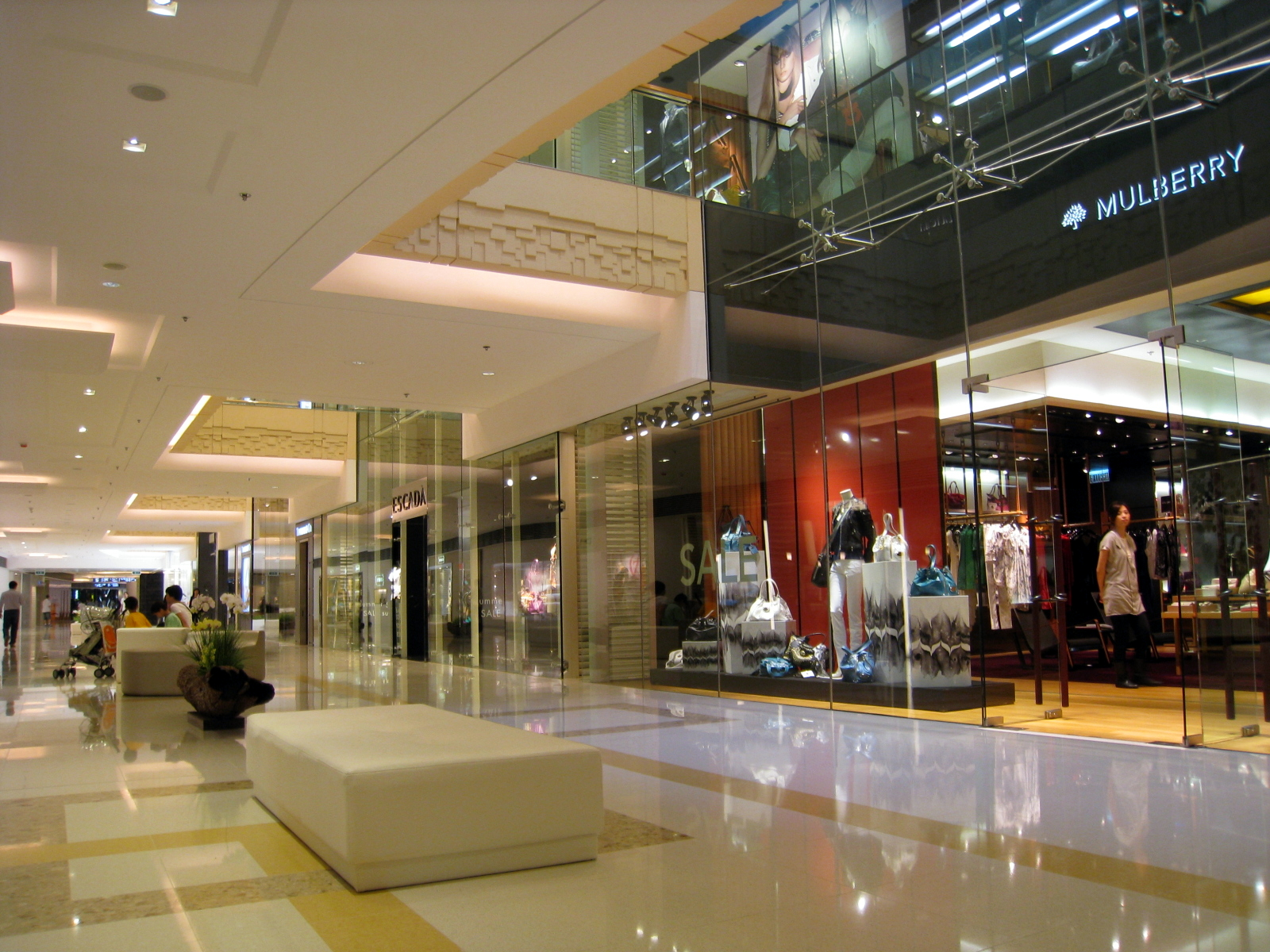
金區商場通道
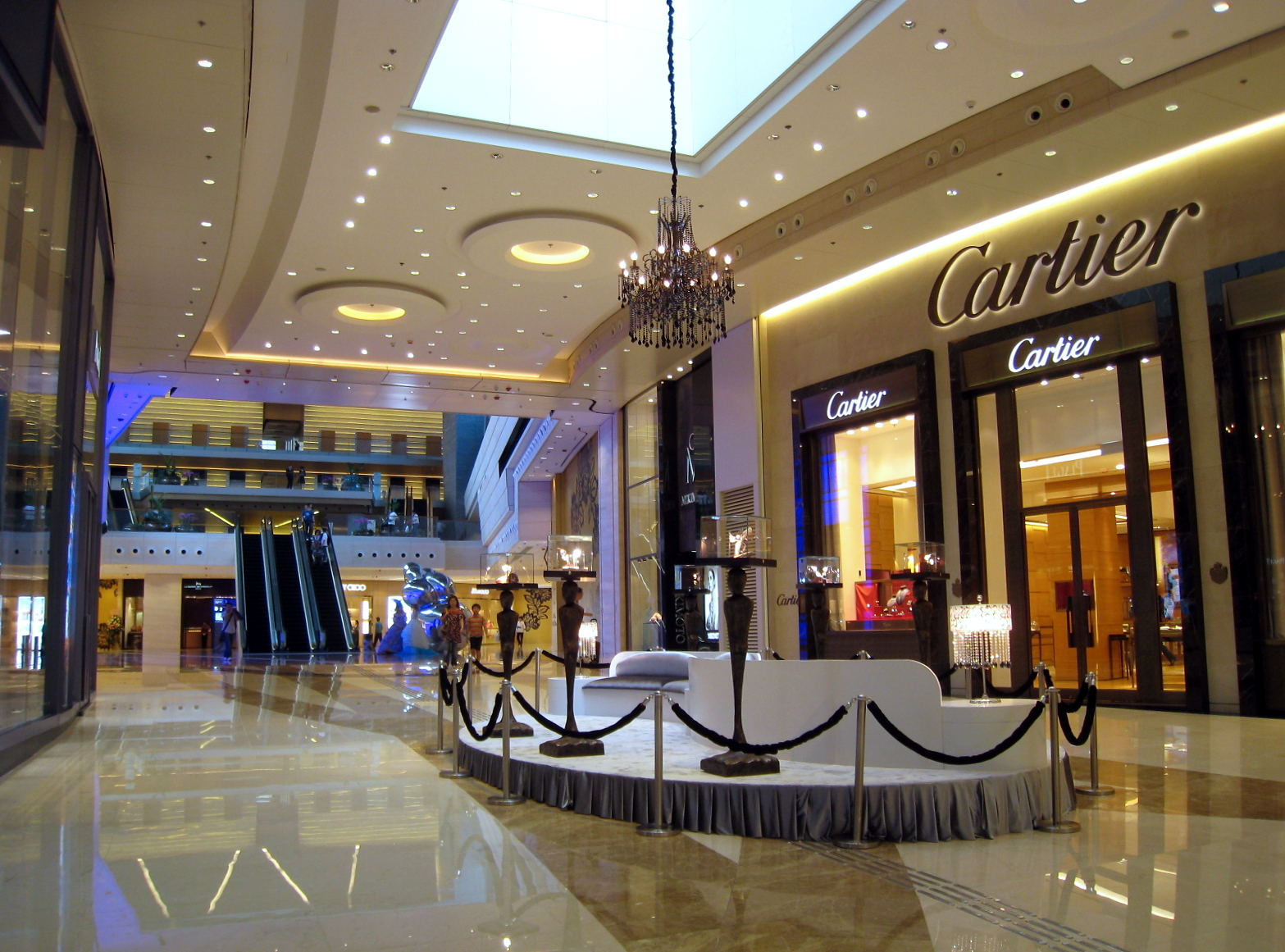
通往環球貿易廣場及圓方擴展部分的通道
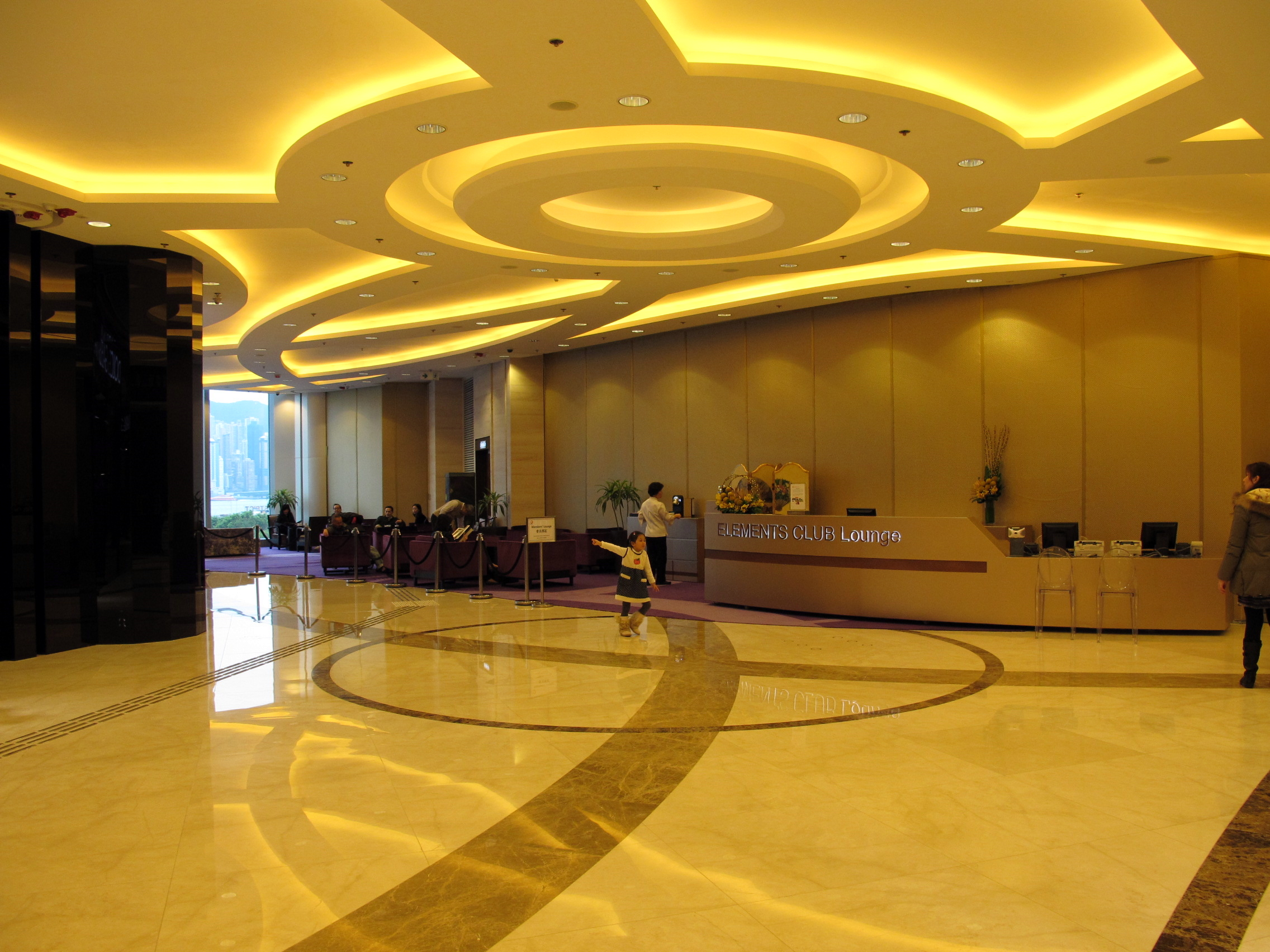
圓方尊貴會員專區（現已遷至木區）
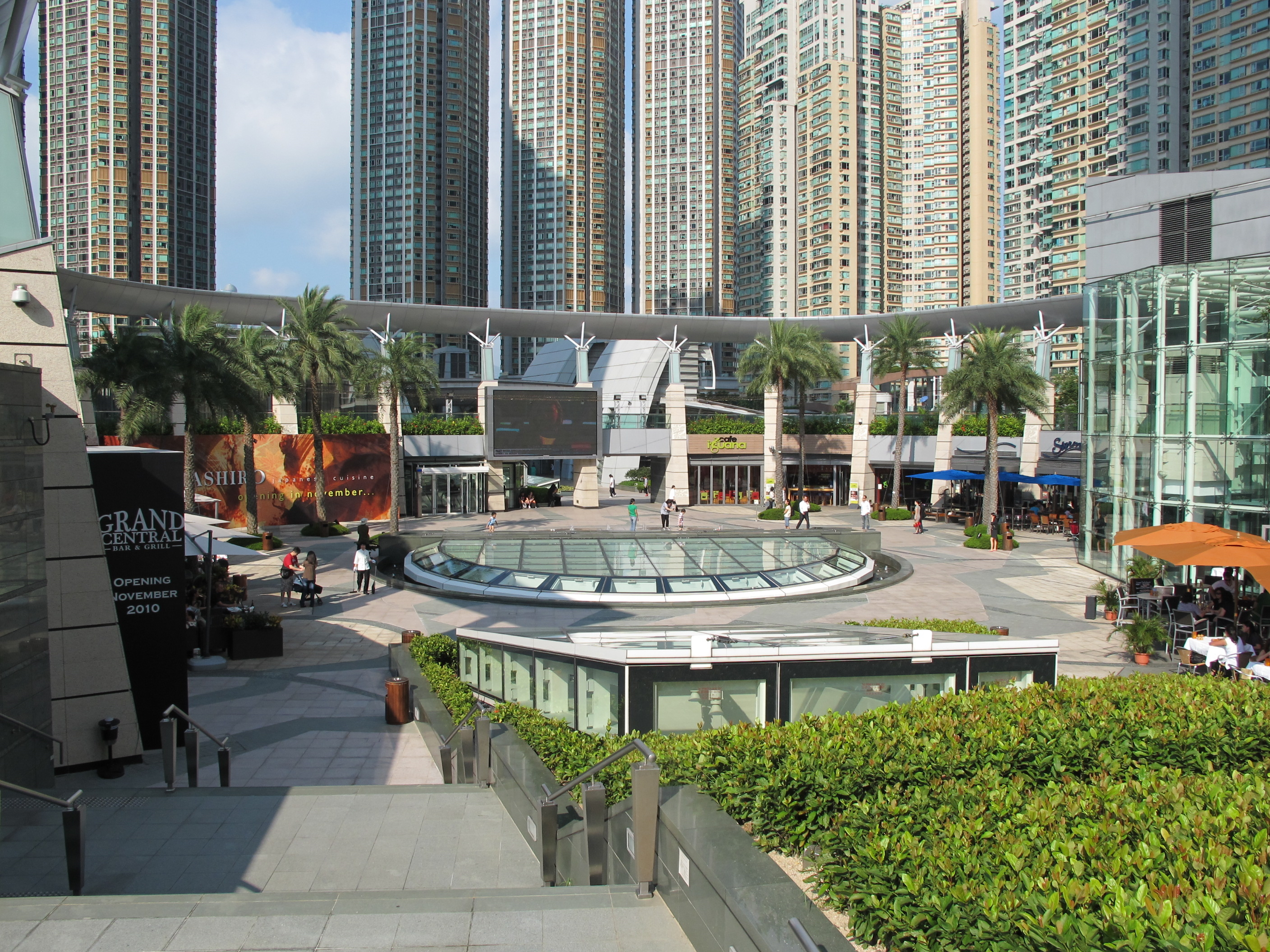
位於天台的演薈廣場

### 木 Wood

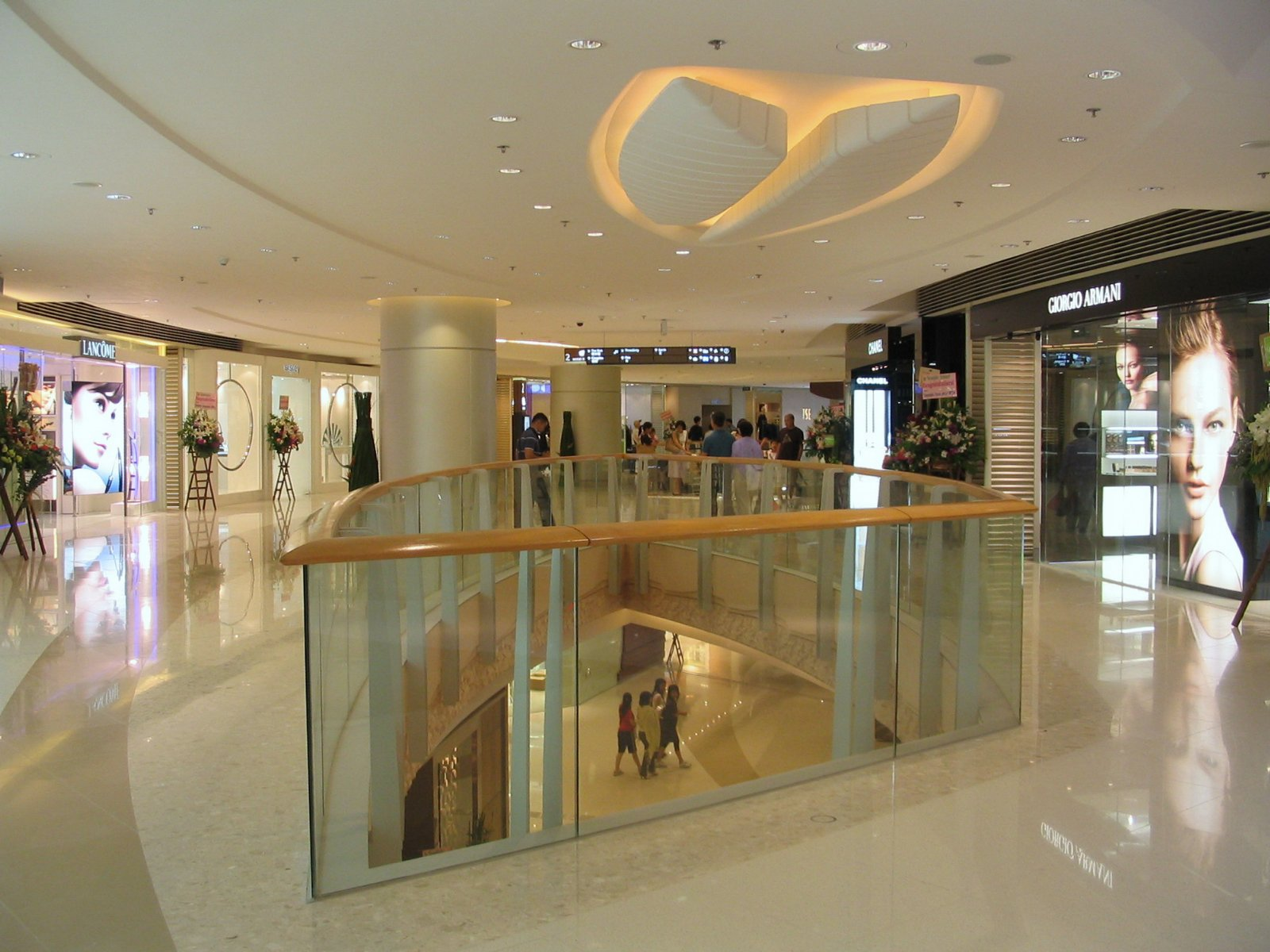
木區商場天花以樹葉為主題

該主題區域內設有時裝、美容、化妝品店等，1樓主要包括佔地33,000平方呎的3hreeSixty超級市場、Anteprima Wirebag、The Body Shop、周生生、Emphasis Jewellery、Shiseido、萬寧、Kiehl's 1851、Nespresso、SK-II及DKNY等店舖。食肆為正斗粥麵專家及美心旗下的「千両」；2樓為多間國際品牌美容及化妝品店。食肆為美心旗下的「燒肉火藏」、及星巴克。區域只有一條扶手電梯來往1樓及2樓。商場的設計師也刻意將該區域的雕塑品及座椅用木來製造，甚至該區域內的食肆星巴克也是用木作為主調。此外，遊人可在該處進出港鐵東涌綫九龍站、九龍站（機場快綫）、巴士總站及佐敦道行人天橋。
此外，木區2樓近Lancôme側設ELEMENTS CLUB 會員專區。
2017年9月，3hreeSixty超級市場翻新後面積縮細，其餘範圍開設京林屋和Le Pain Quotidien。

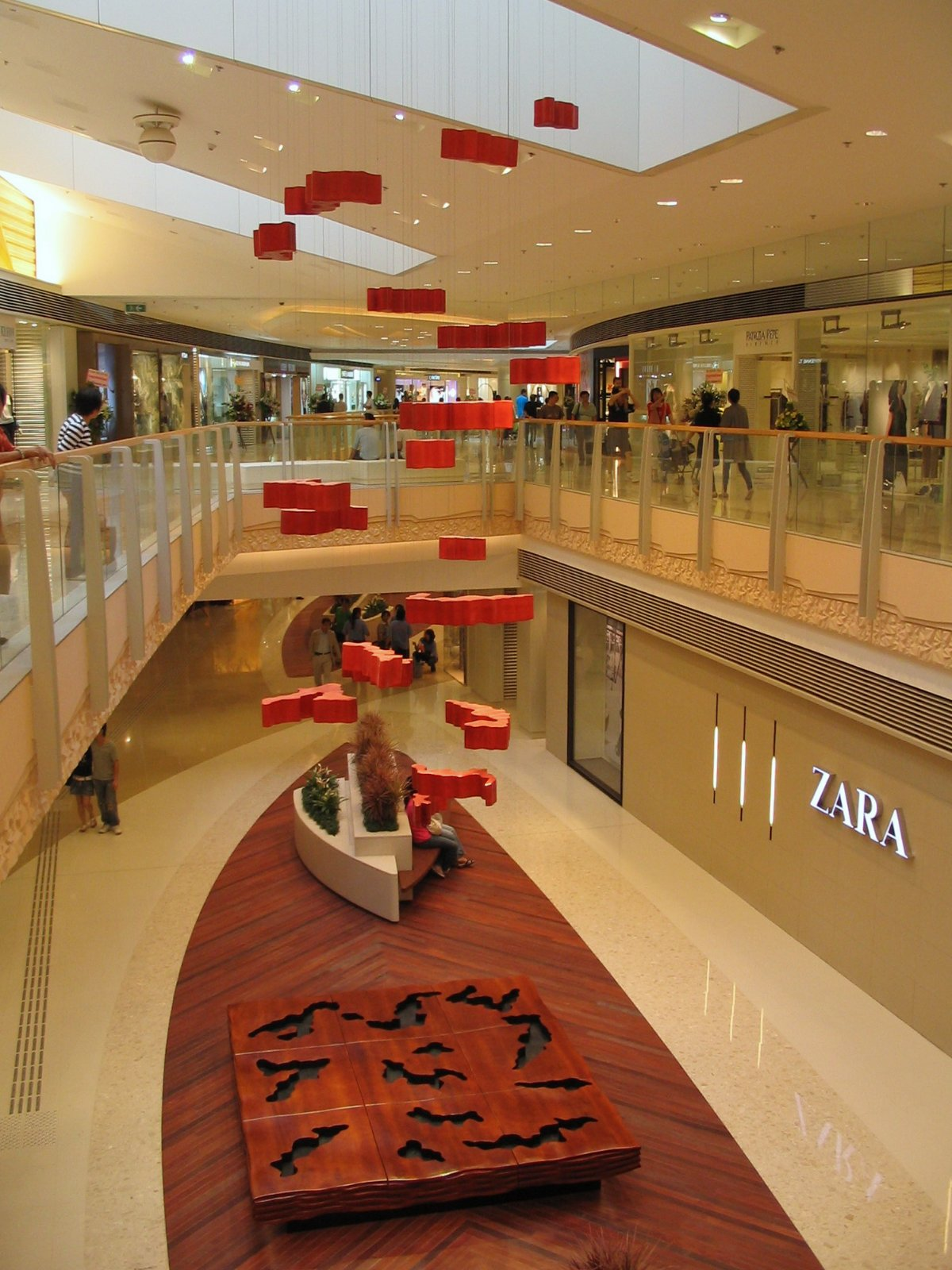
木區商場中庭，雕塑品及座椅均以木作為主題。
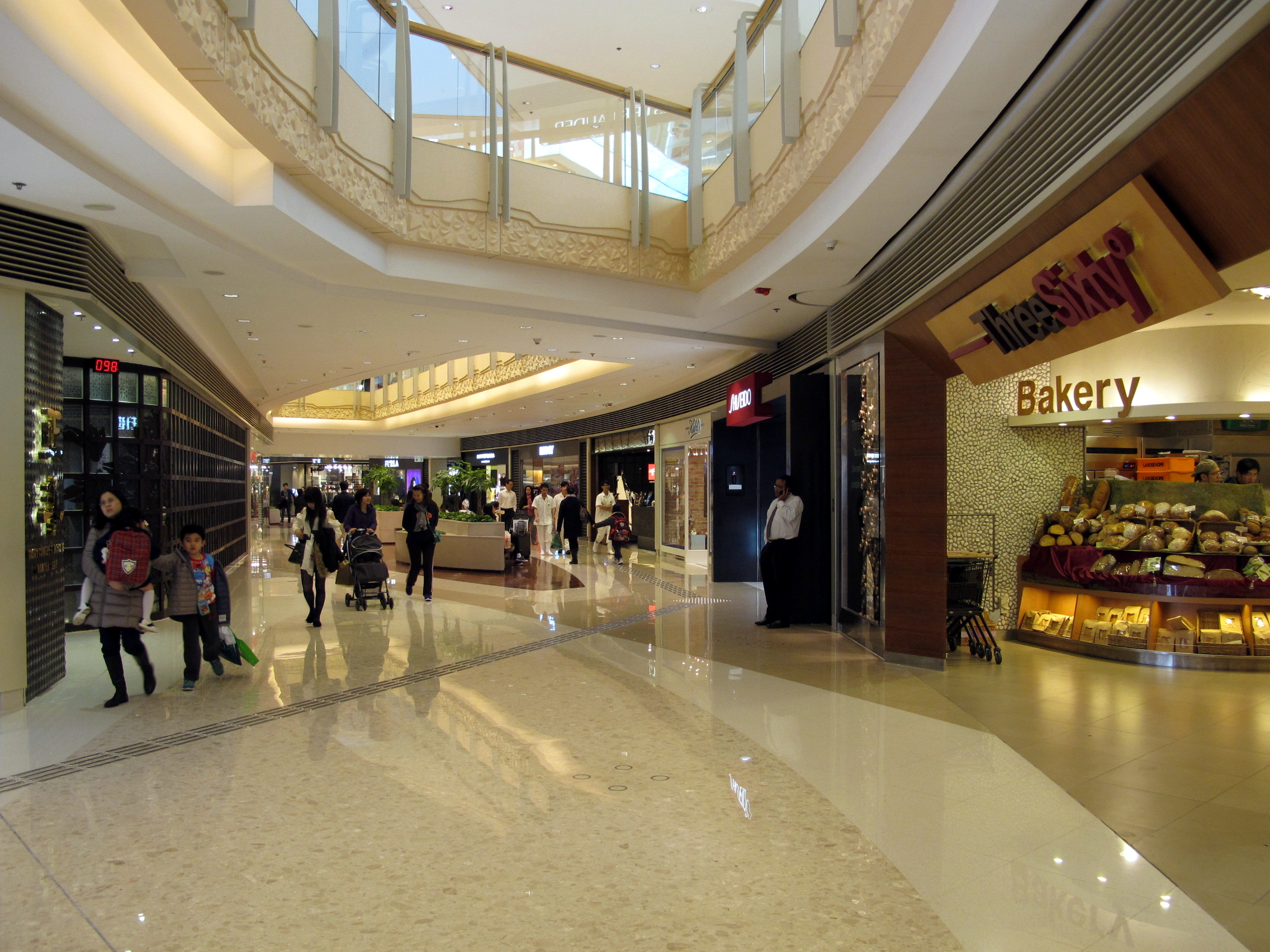
木區1樓商場通道
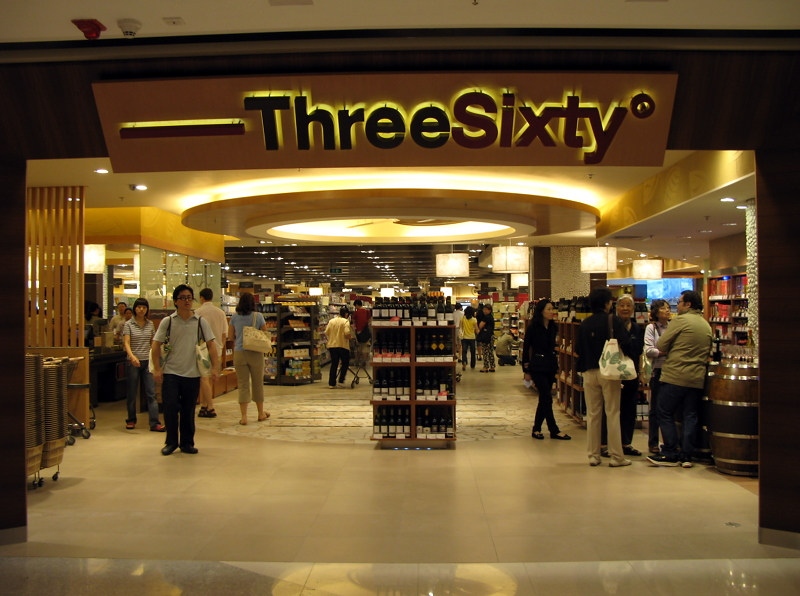
3hreeSixty超級市場
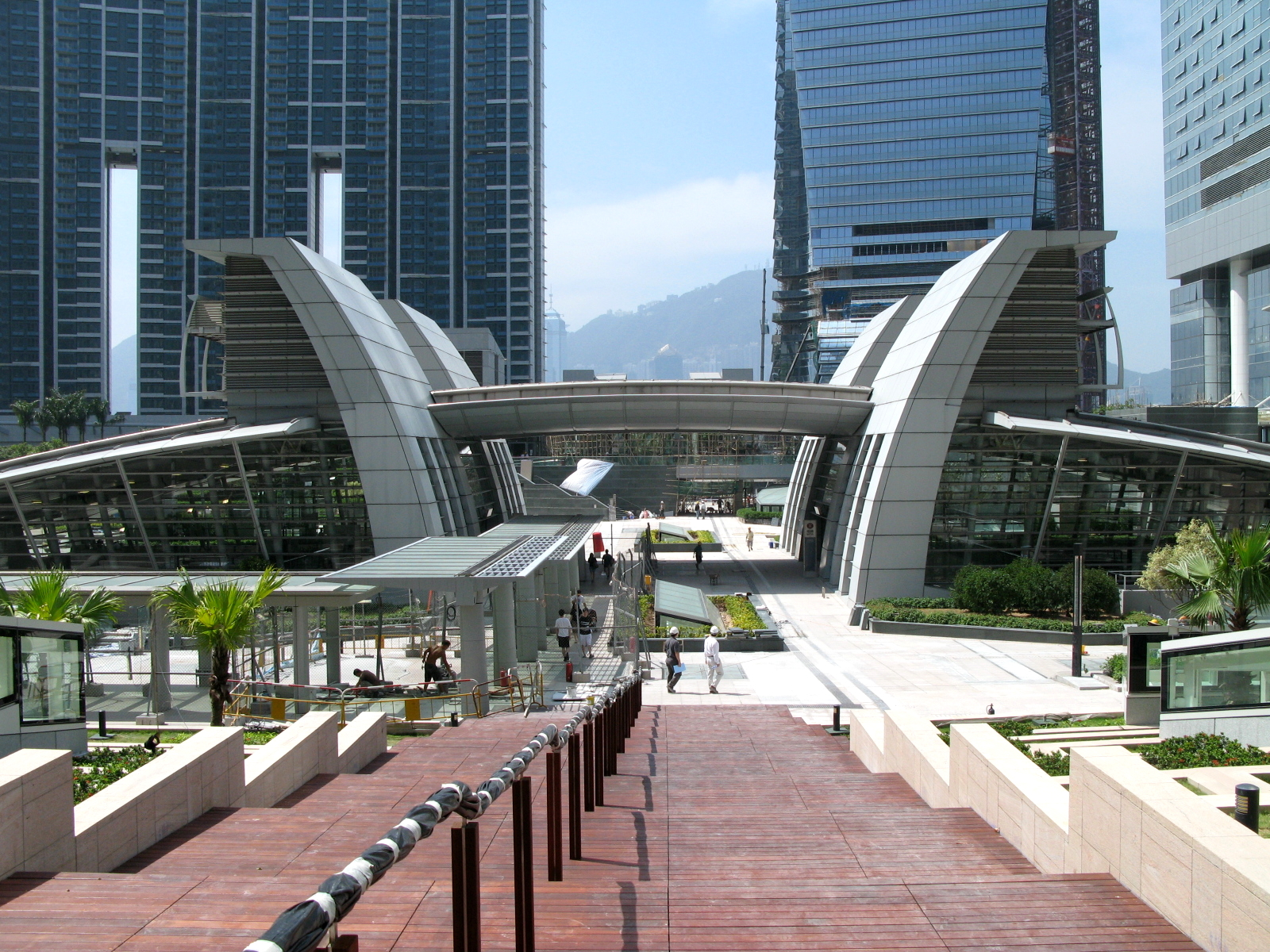
木區空中花園

### 水 Water
該主題區域內設有多間中高檔的時裝店及首飾店，2007年時租戶包括A/X Armani Exchange、Anteprima、售賣牛仔褲的Calvin Klein、AGATHA首飾店及M.A.C.等。發展商更刻意將兩大「快速時裝」品牌（Zara及H&M）相鄰而立在同一個主題區域。此外，商場1樓設有美食坊，進駐了數間中式及泰式食肆；2樓則開設佔地1.3萬方呎的高級粵菜館利苑酒家。水區中庭的10支金屬水柱會不斷流水，成為商場的特色景點。此外，遊人可在該處進出港鐵機場快綫九龍站和上蓋住宅天璽。
到2013年起，A/X Armani Exchange遷至土區，原址將改為agnès b.。2018年H&M結業後1樓分拆為豐澤電器和天天海南雞飯；2樓則開設Gigasports和Calvin Klein Jeans。

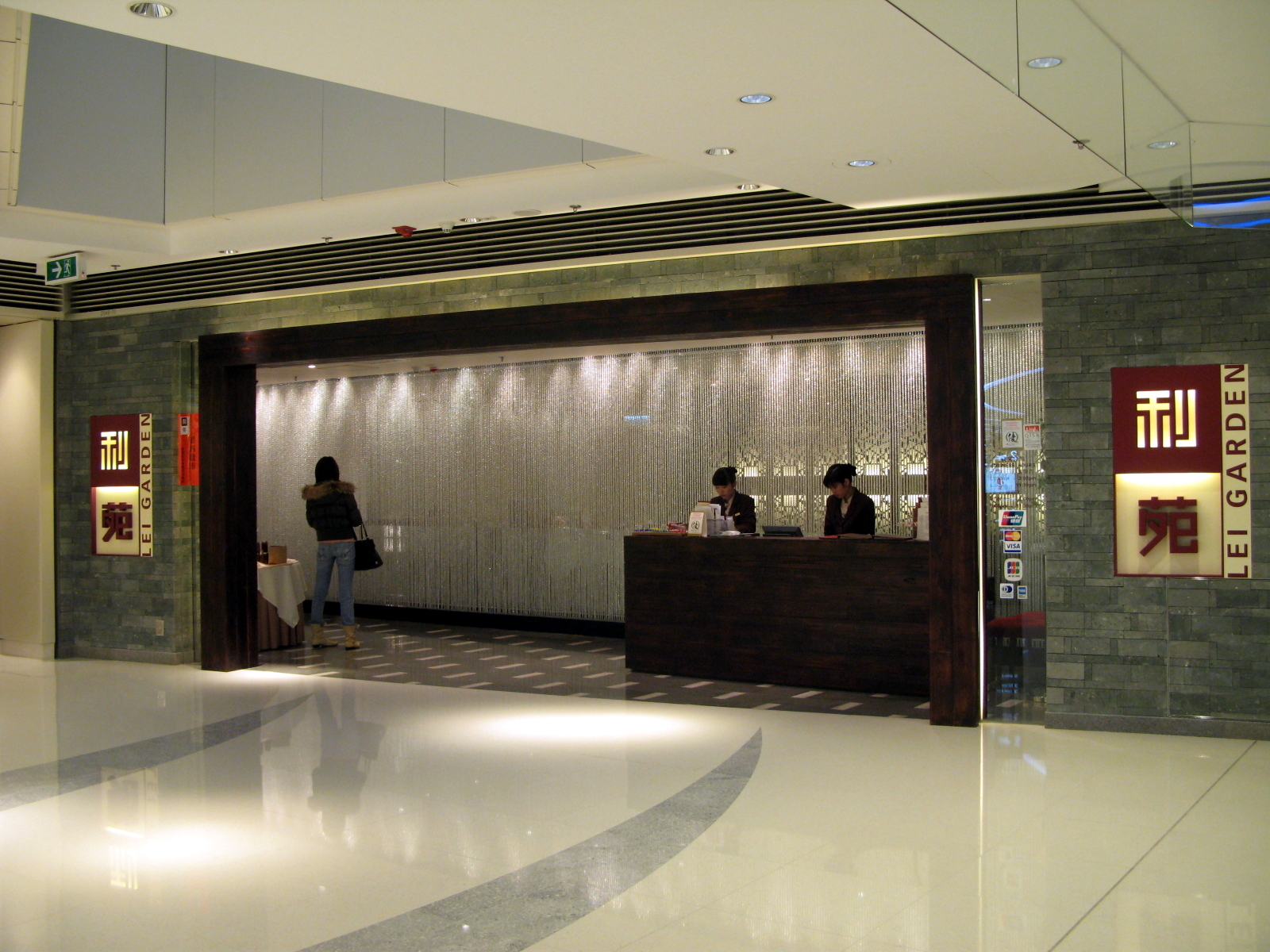
利苑酒家
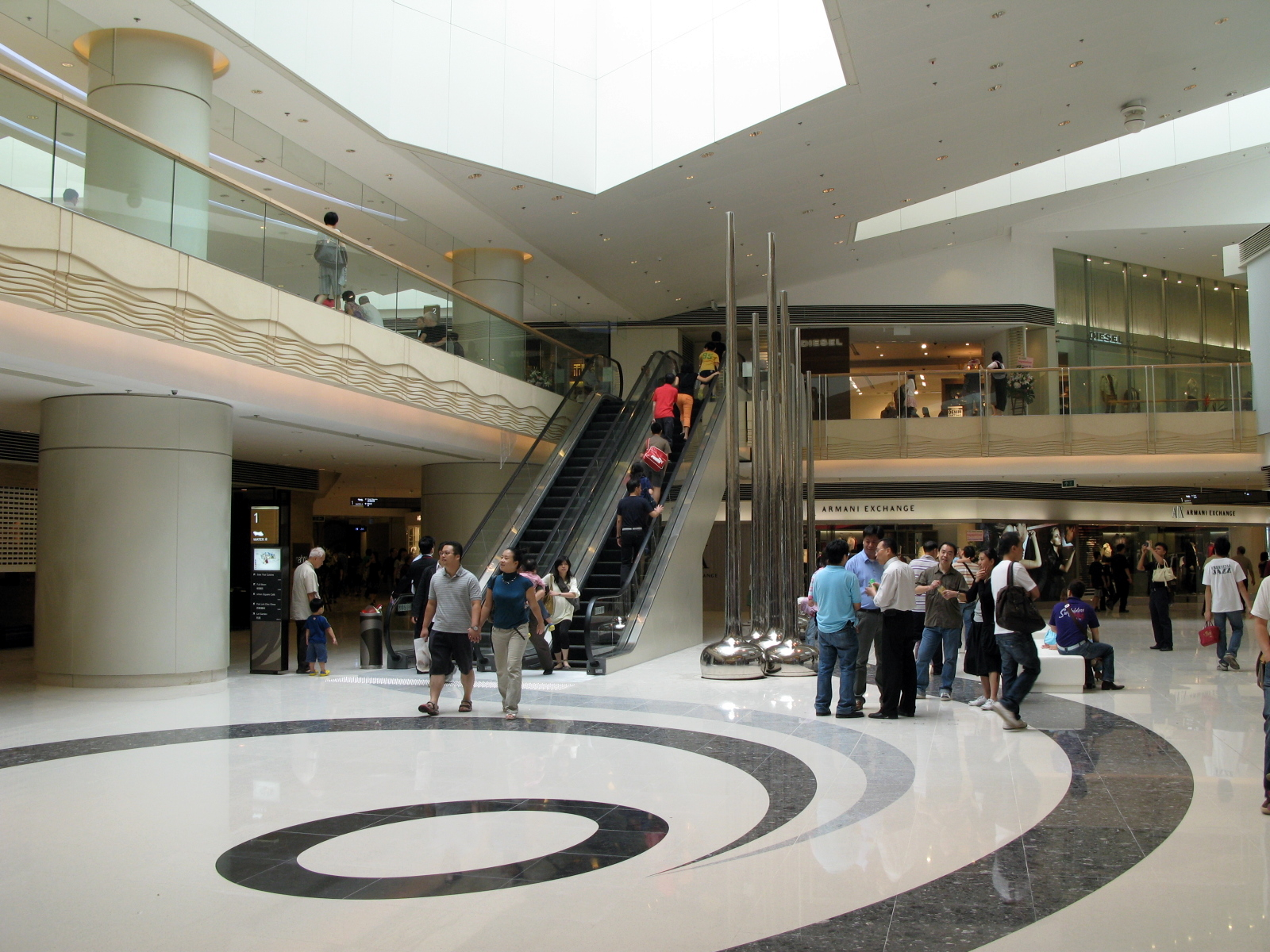
水區商場中庭
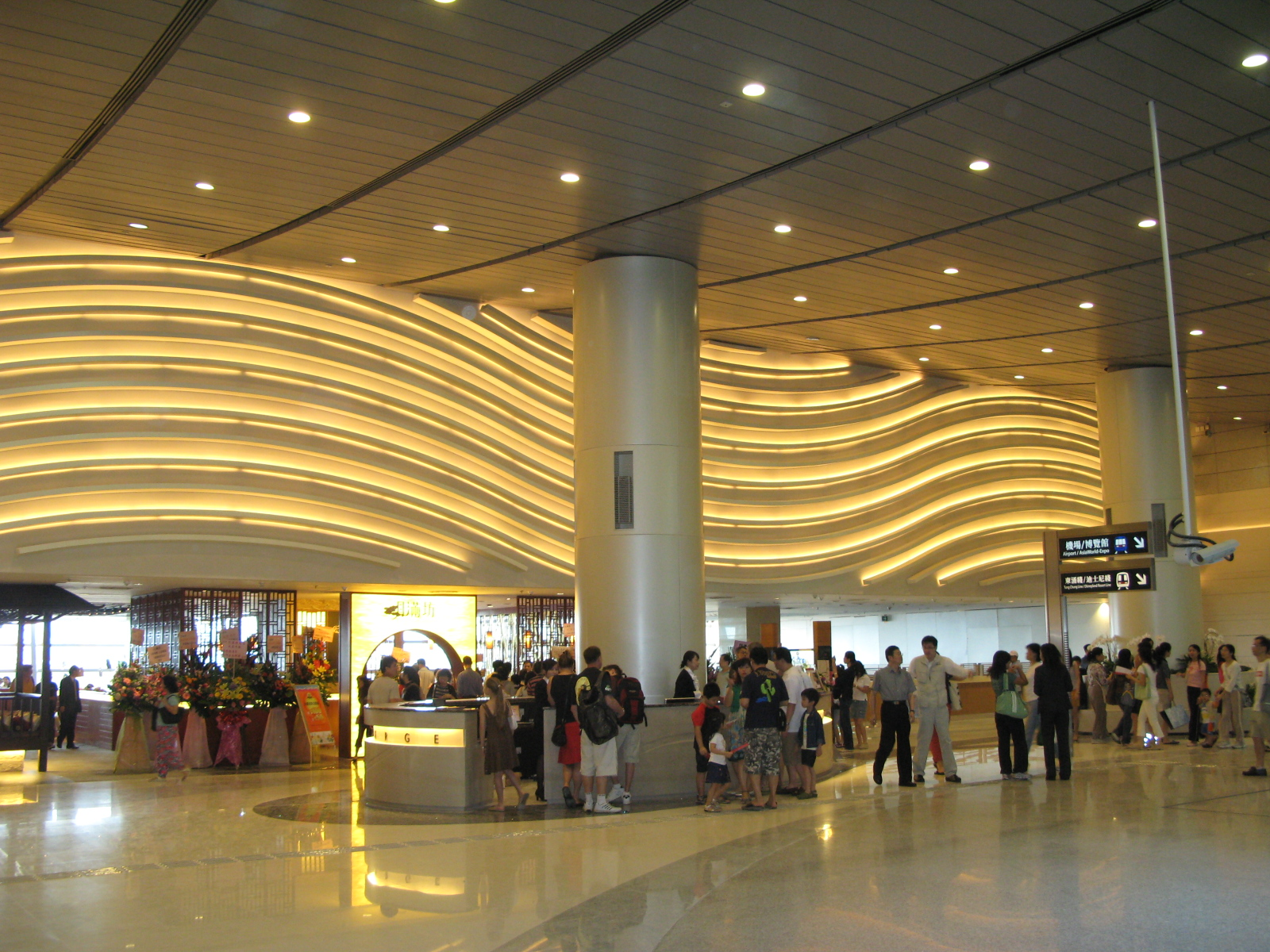
水區商場入口
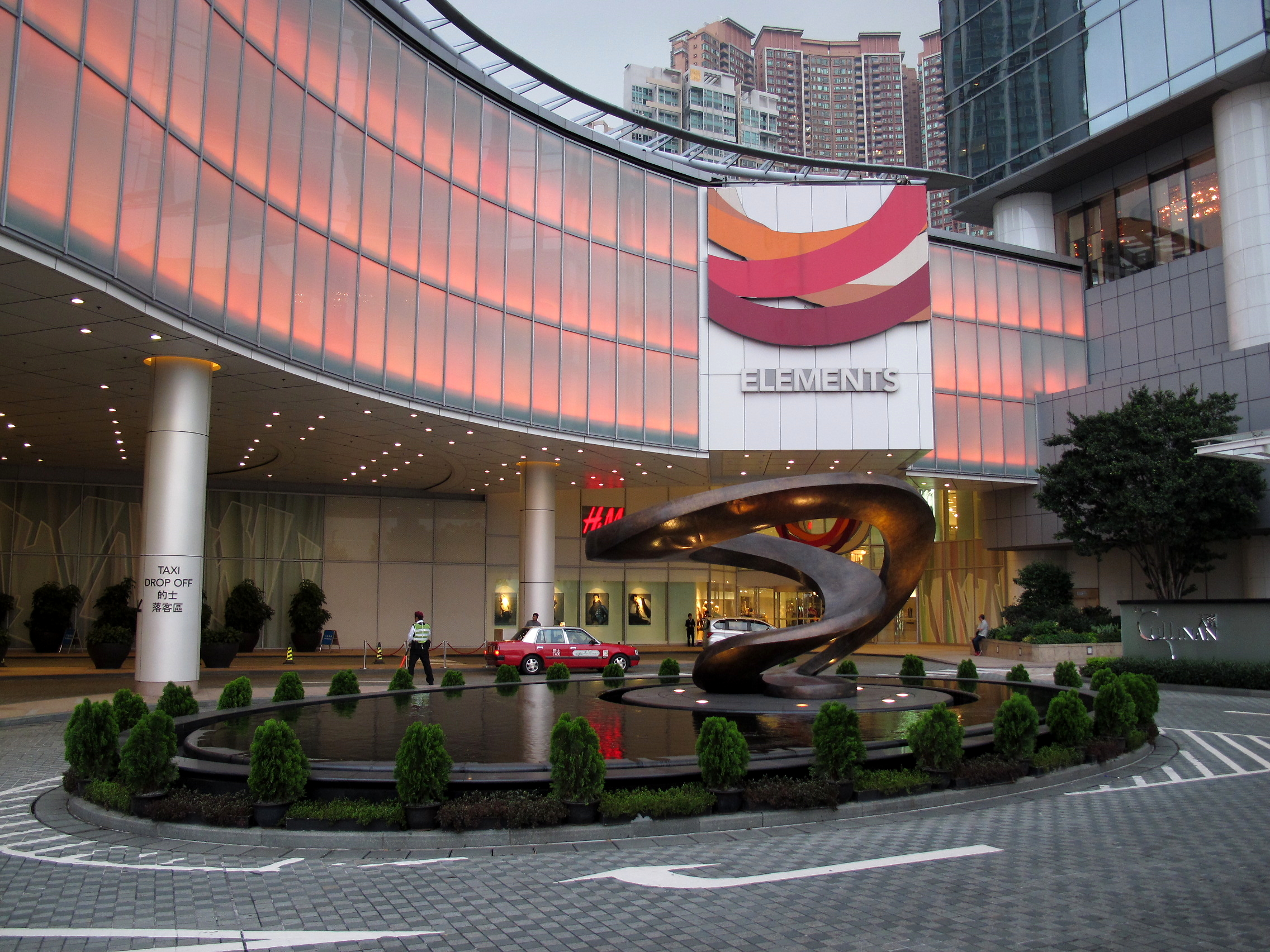
商場北停車處
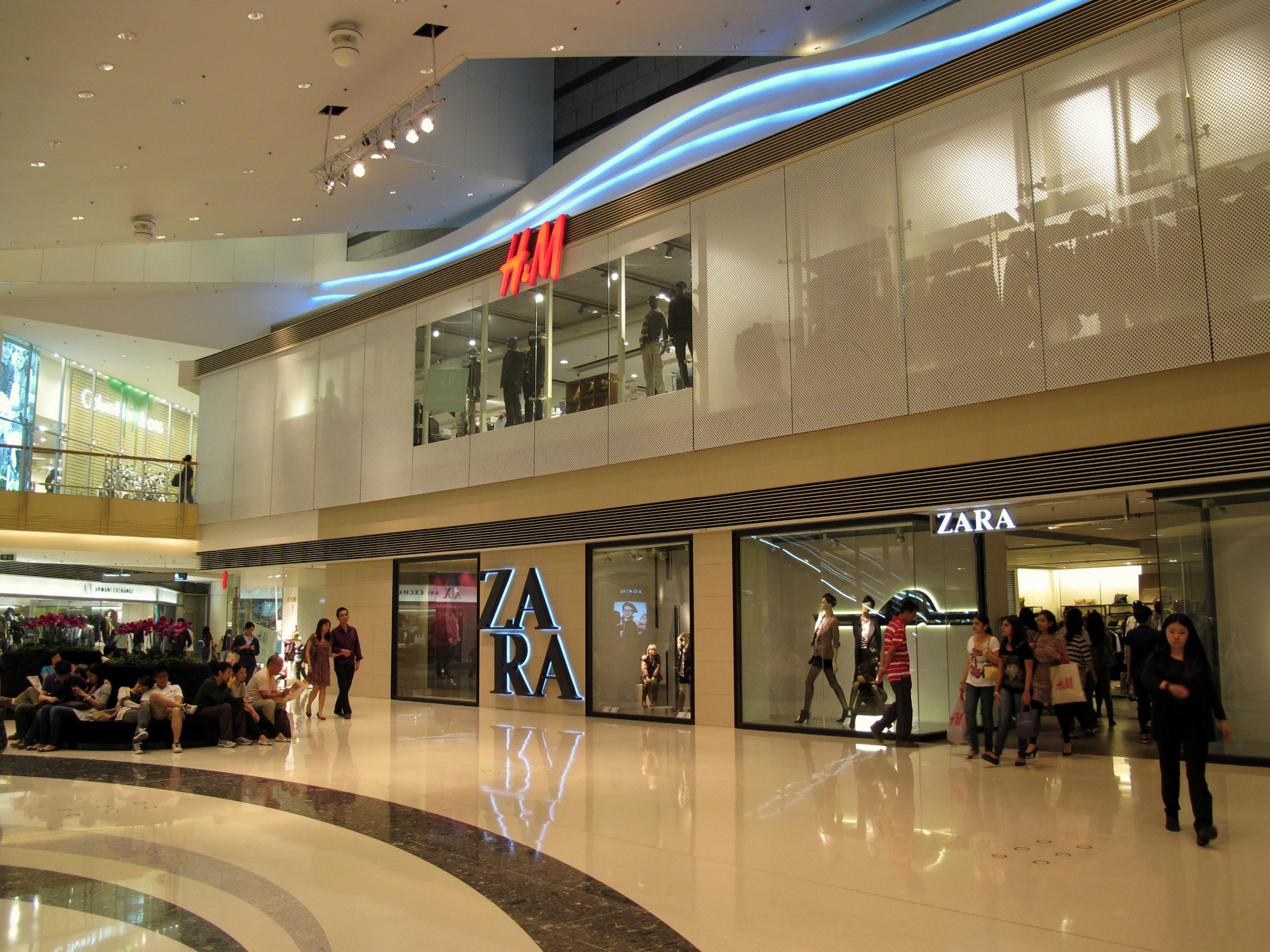
H&M及Zara專門店

### 火 Fire

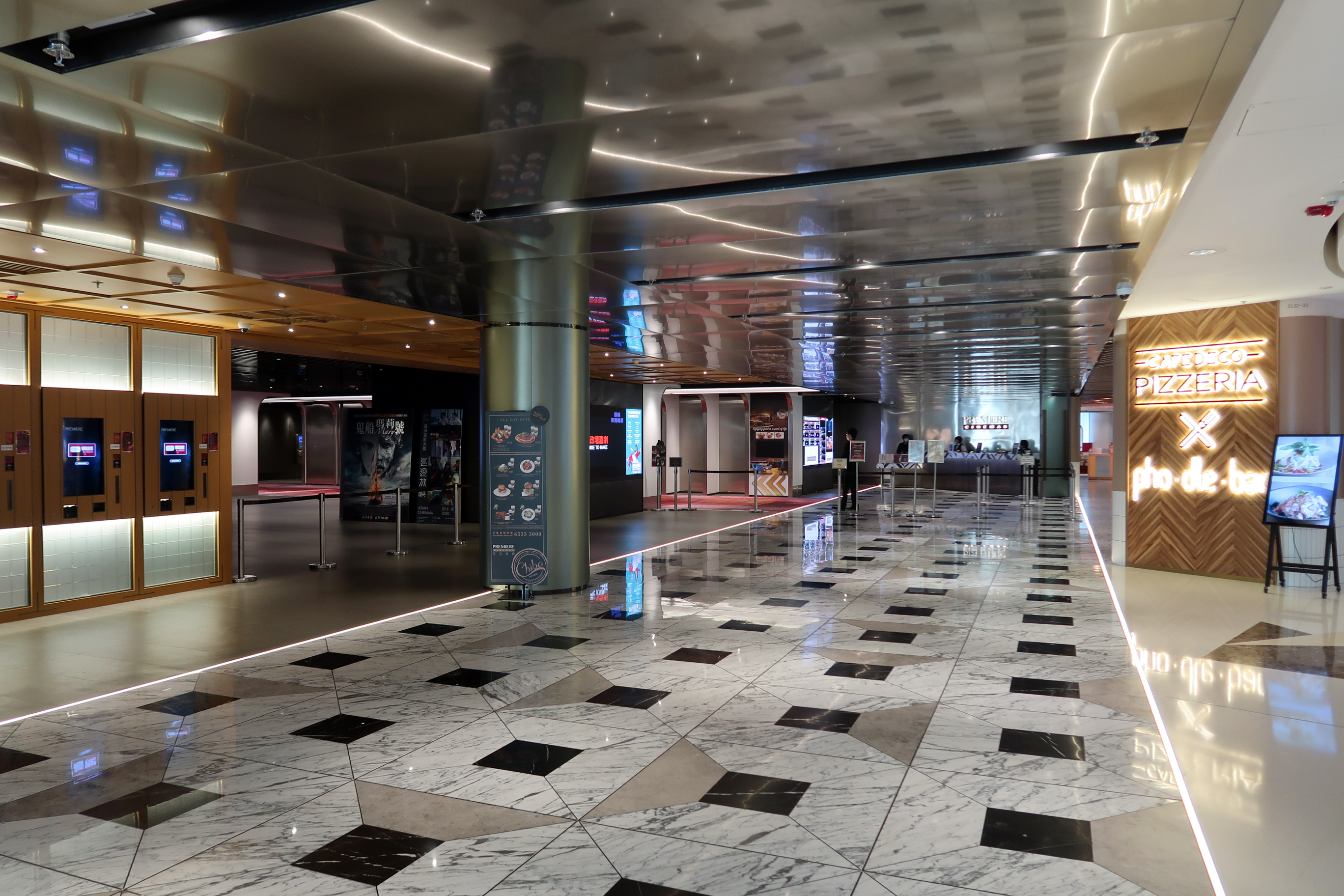
百老匯Premiere Elements戲院

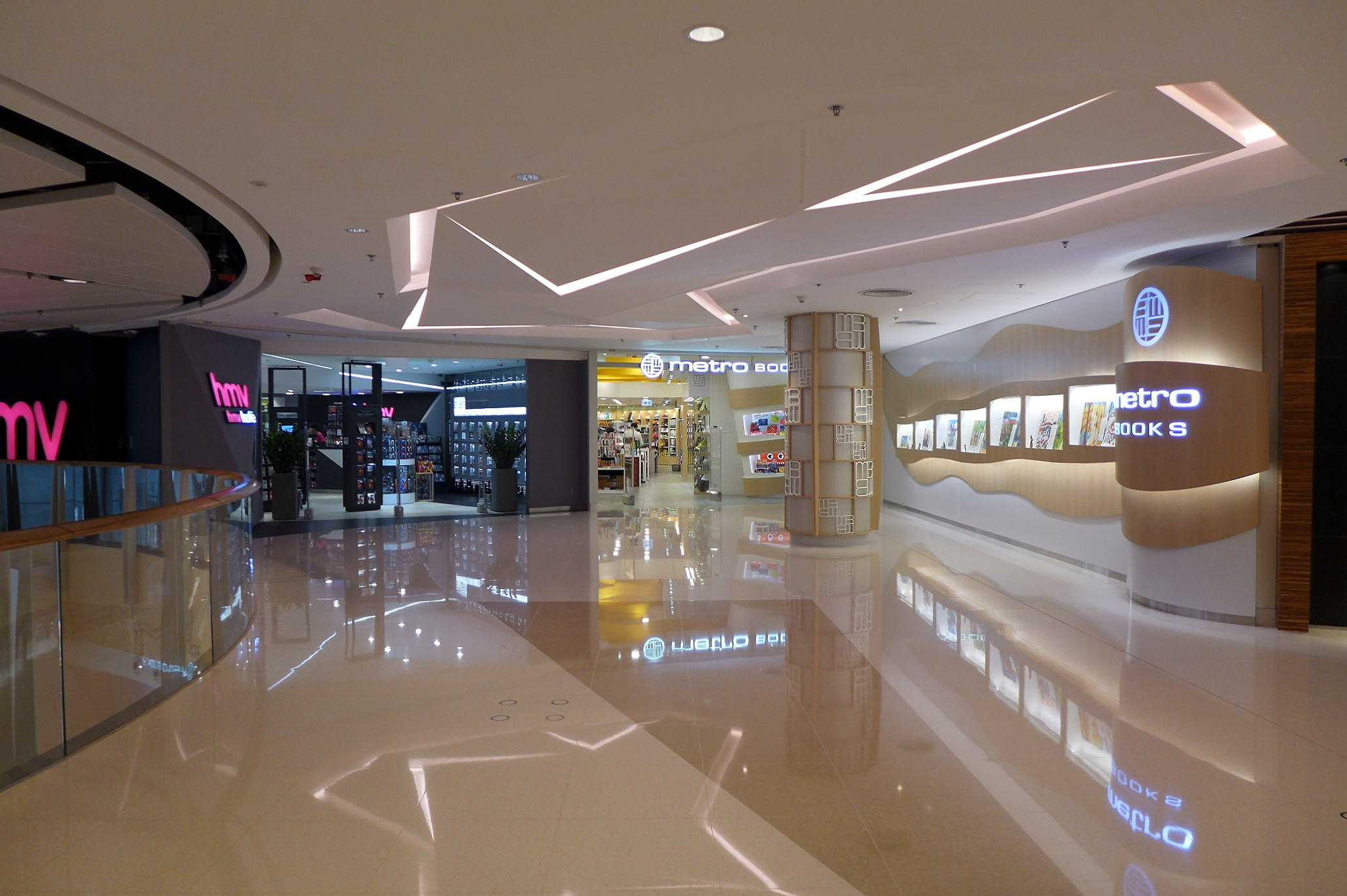
HMV及Metro Books書店，到2017年結業（2015年）

該主題區域的特點，除了是火紅色的外牆外，通往君臨天下及漾日居的24小時行人通道可以欣賞西九文化區、維多利亞港及佐敦的景觀。該主題區域內設有多間食肆，包括COMEBUYTEA、caffe HABITU、大快活、Triple O's及美心經營的千兩和Shake Shack（到2024年Shake Shack因租約期滿而結業），部份食肆更可以欣賞商場內的溜冰場the rink。該區域也有不少首度進駐香港的名店，包括售賣Porter產品的Kura Chika及來自菲律賓的Metro Books大型書店。其他店舖包括LensCrafters、Swatch、Folli Folle及Nautica等。此外，火區設有過境巴士站侯車處及通往Union Square上蓋住宅凱旋門平台之升降機入口。由洲立影片公司和邵氏置業合作的戲院The Grand Cinema，合共10萬呎，提供12個影院1,600座位的戲院及設有電子遊戲專區，已於2007年10月開始營業，到2019年2月28日因租約期滿而結業。百老匯以旗下新品牌Premiere Elements接手經營，在3月1日營業。
另外，遊人可以在此正門步行往返香港西九龍站及佐敦一帶。
該主題區域內原設數間兒童服裝專門店及玩具店。包括Chickeeduck、Shoe Box及Wise Kids，不過到了2010年中結業。原址分別變更為渣打銀行及匯豐銀行。而Metro Books於2014年被重新規劃，部分樓面被HMV唱片店租用，其後亦結業。到2017年8月開設面積達5,200平方呎的「io.t by HKT」概念店和GREYHOUND CAFÉ。後來到2022年, GREYHOUND CAFÉ結業，並改為劉一手重慶火鍋。

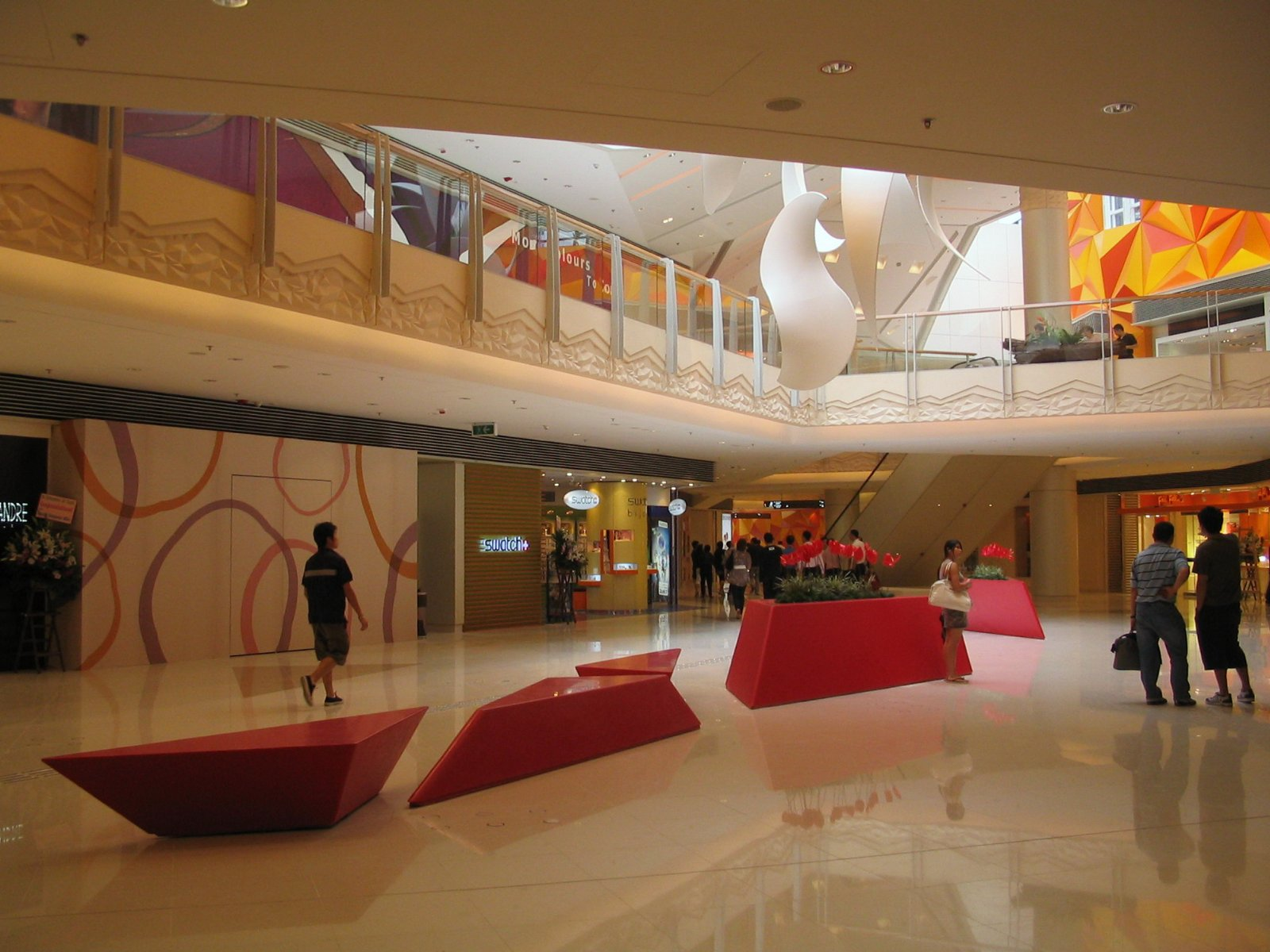
火區商場通道（1）
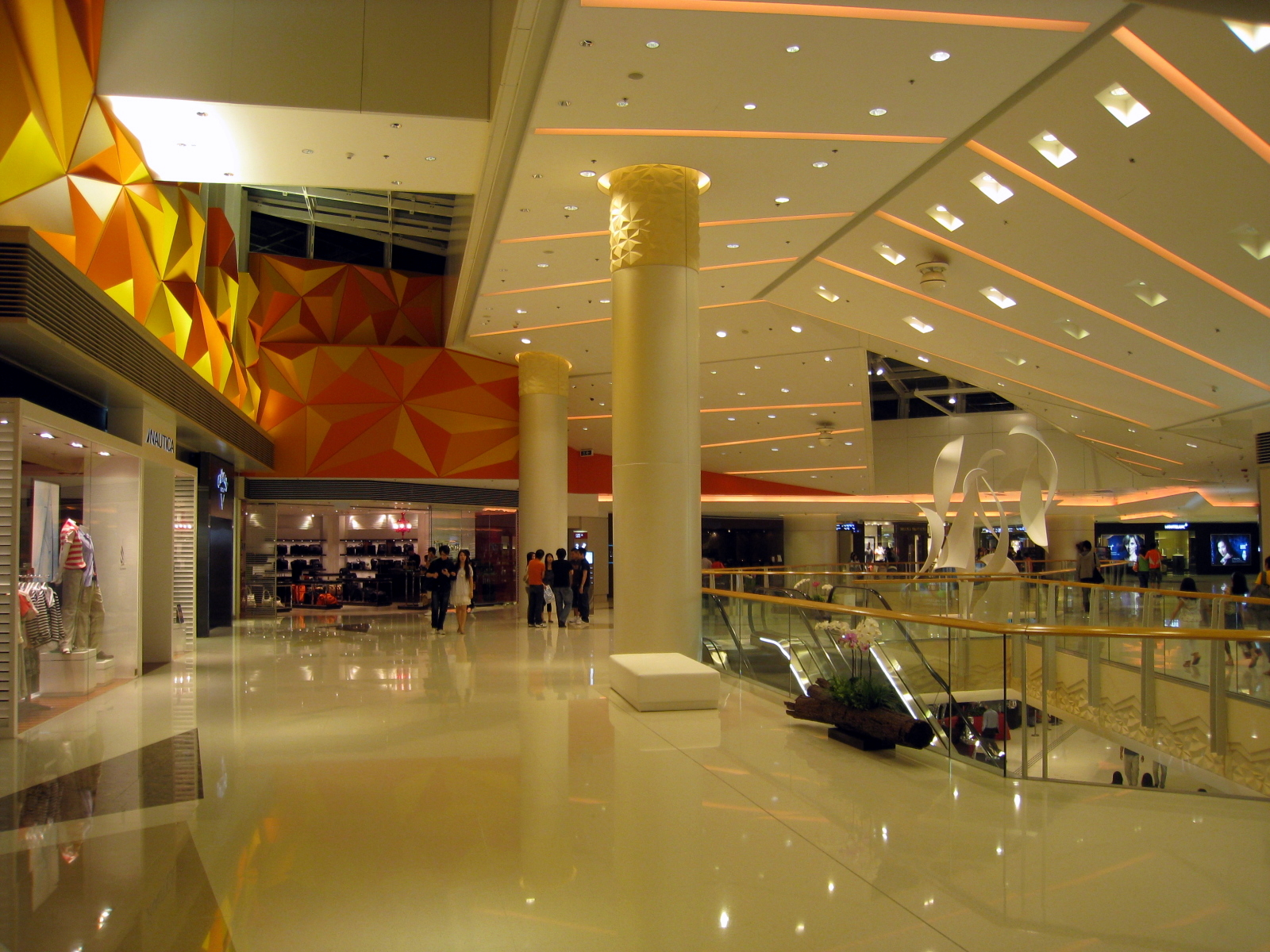
火區商場中庭
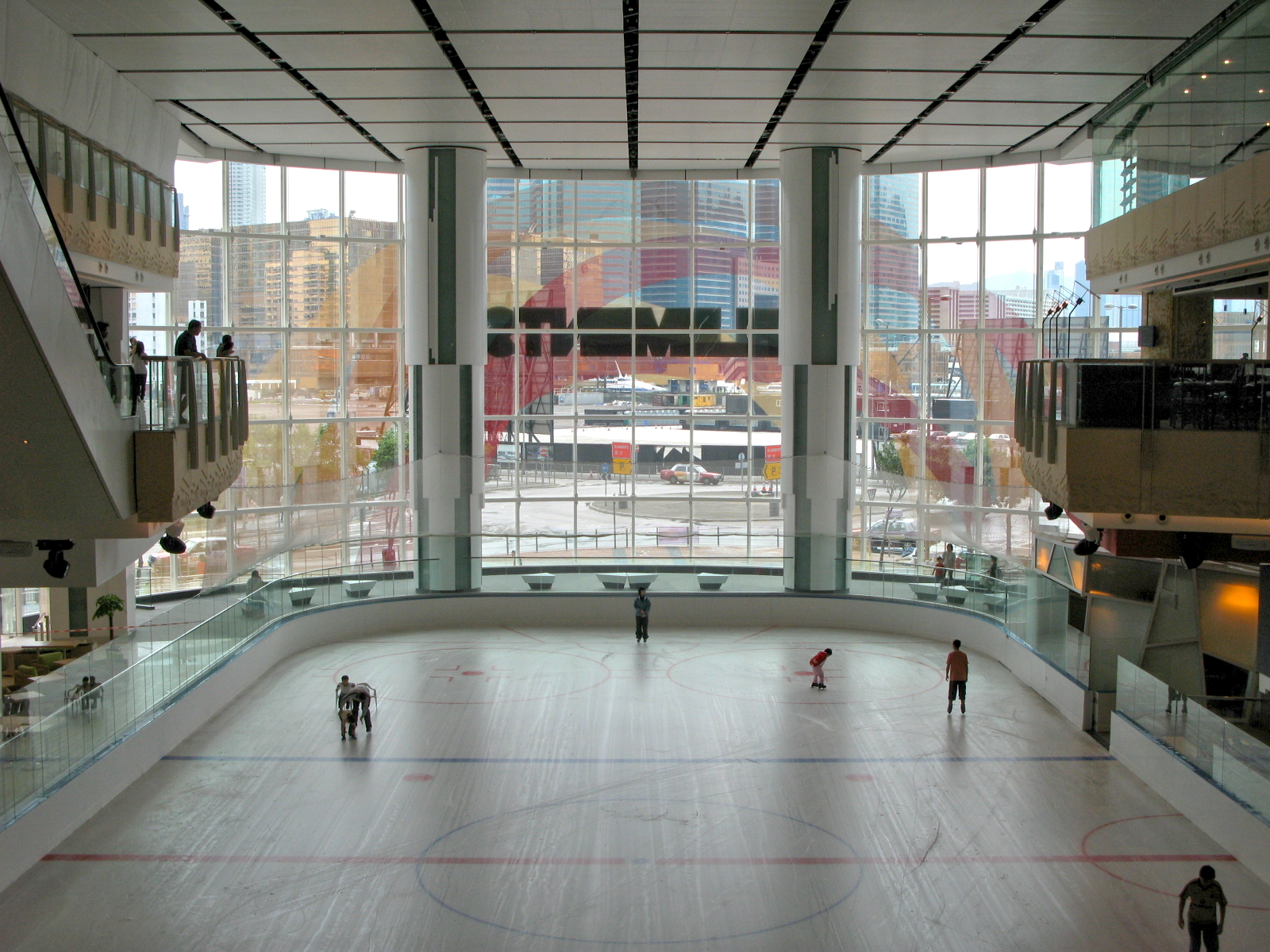
The Rink溜冰場
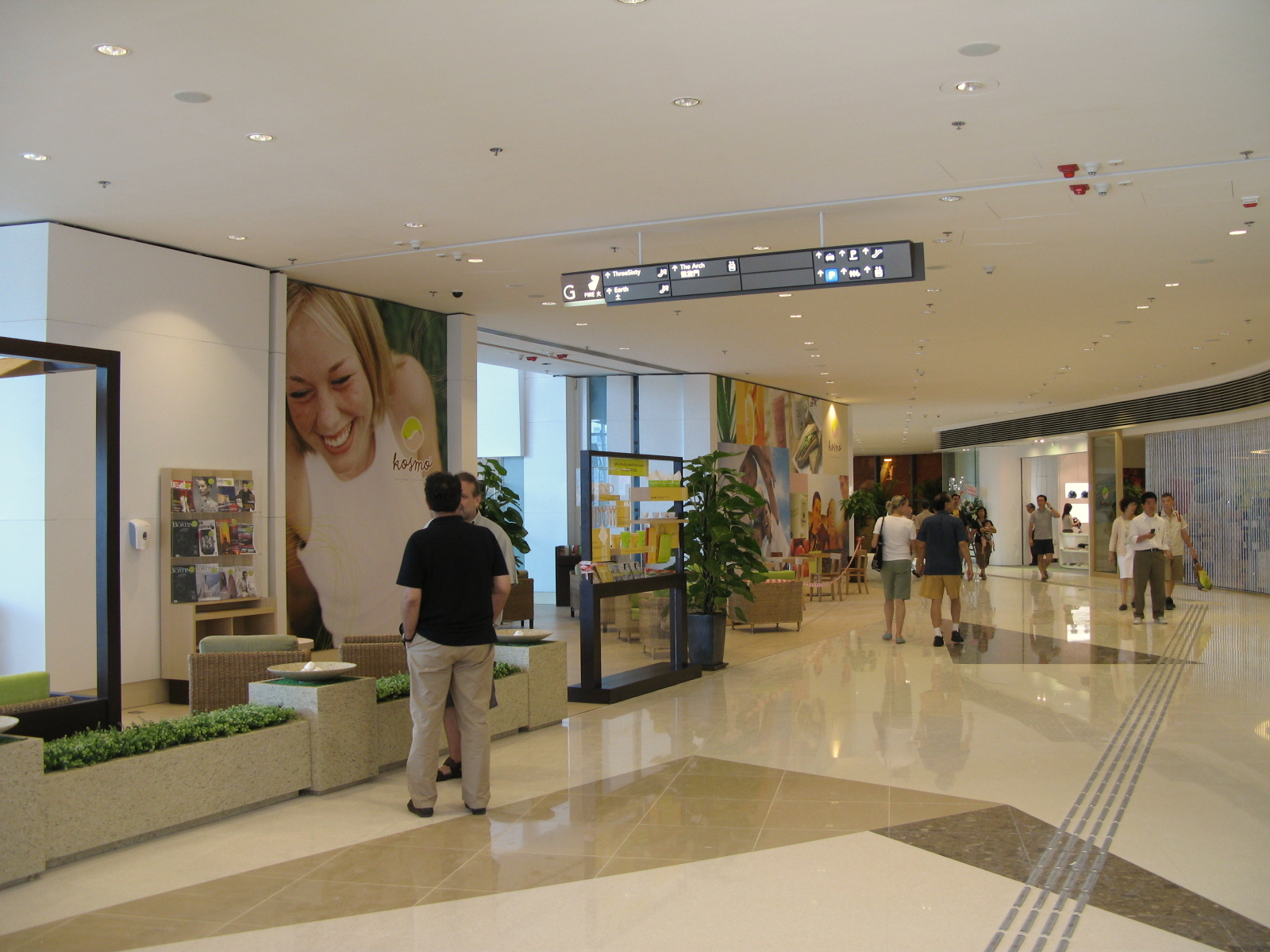
溜冰場附近設有茶座
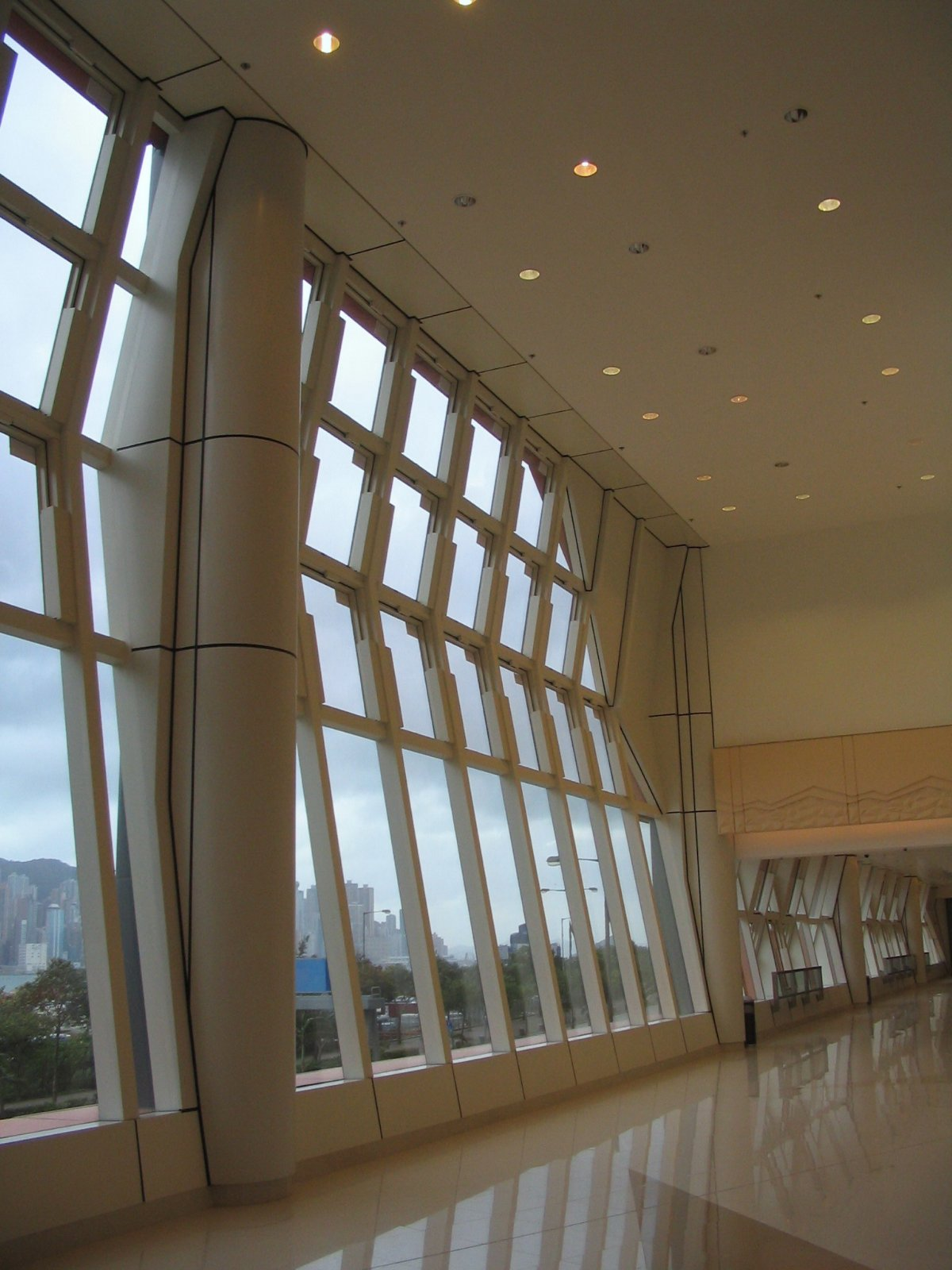
通往君臨天下的走廊可以欣賞西九文化區景觀

### 土 Earth
該主題區域是商場中最小的主題區域。2007年開業時為一條男士街，包括首次進駐本港的Onitsuka Tiger店。其他店舖包括dunhill、Cerruti 1881、Diesel、Hugo Boss、LANCEL及Brooks Brothers。該處也曾經設有豐澤電器和百老匯的電器店，到2018年結業。
到了2010年中，Lucky Band Jeans服裝店結業，原址分拆為agnès b. voyage及for all7 man kind服裝店。後期亦引入Juicy Couture、Pandora及Links of London。到2013年中起，2樓Brooks Brothers、Cerruti 1881、Kent & Curwen結業，原址改為Dior。1樓新租戶包括Max & CO、TOUS及Y-3。

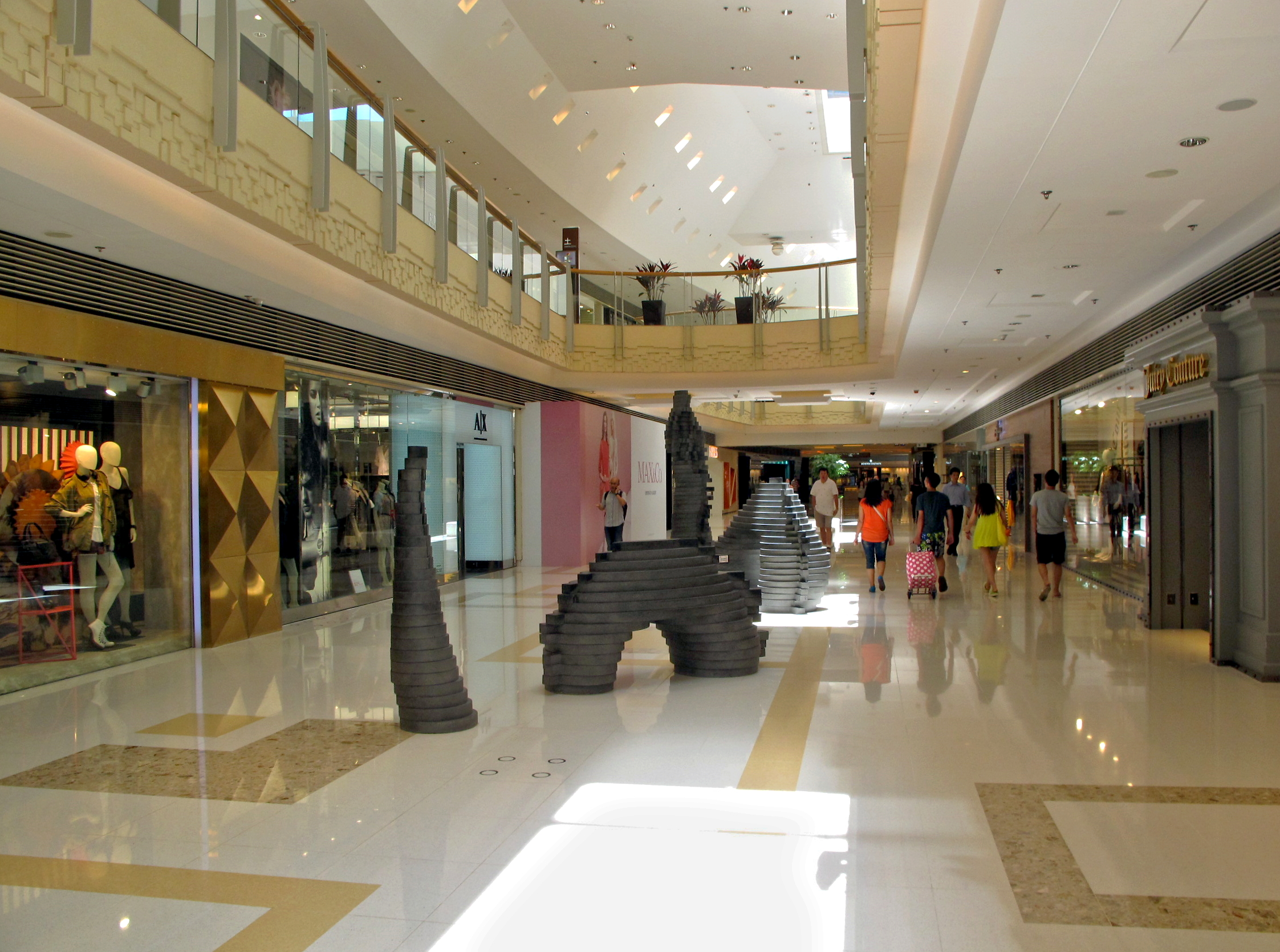
土區商場的雕塑
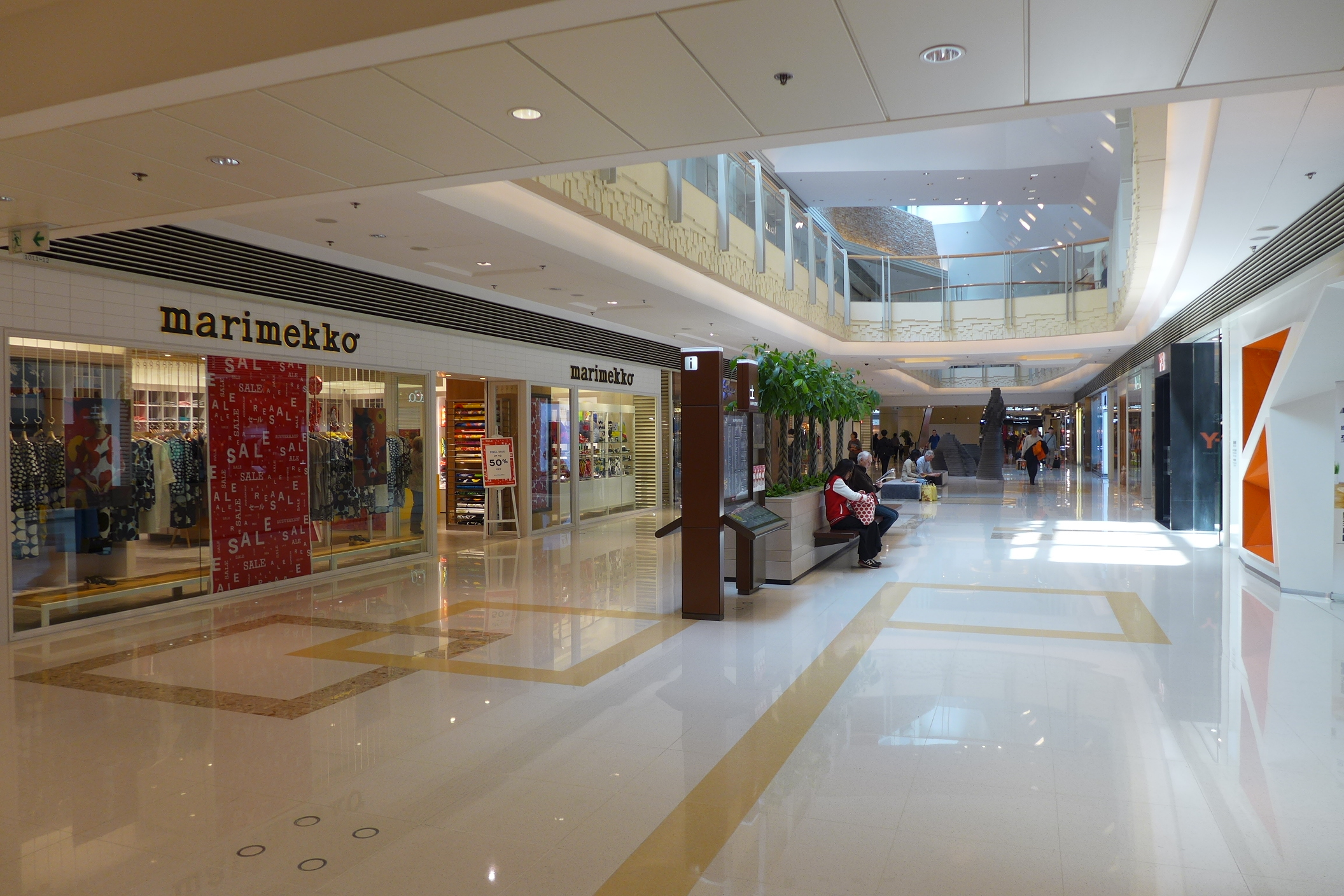
土區1樓商場通道
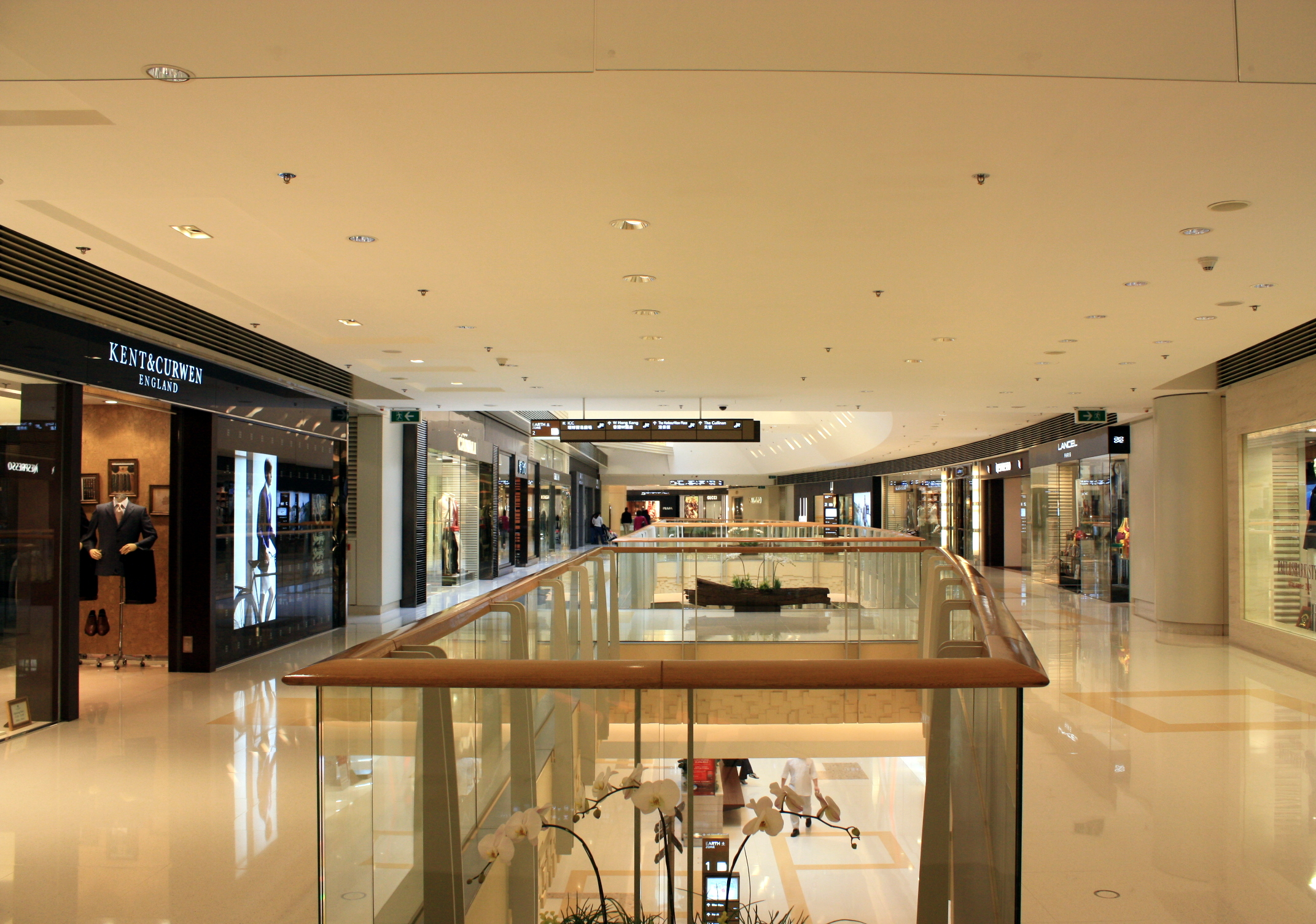
土區2樓商場通道
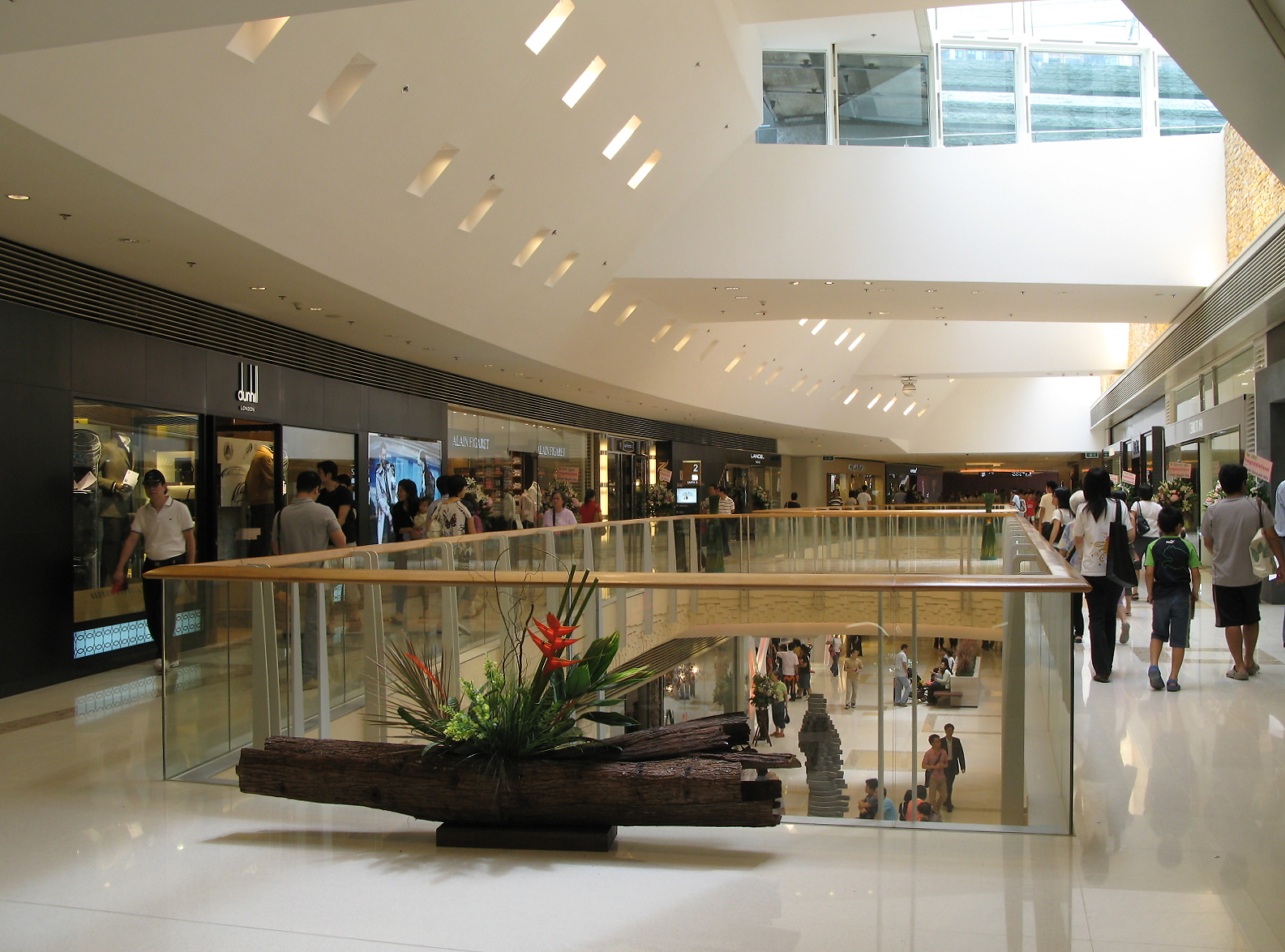
土區商場中庭

## 商戶重組
由於商場於2007年開業初時主要客源於九龍站上蓋住客，但內地客量按年增長，由最初佔10%升至現時逾40%。為迎合內地客消費模式，因此業主於2010年7月起，進行商戶重組，引入約40間內地客喜愛的名店，以標榜綜合名牌商場，吸引內地豪客。新租戶包括Ports、Miu Miu、Marc Cain、Burberry、Emporio Armani、HUGO BOSS、資生堂、太子珠寶鐘錶及蘋果電腦專賣店New Vision等，而PRADA Group旗下的休閒鞋品牌Church及法國PAUL&JOE，亦將於場內開設本港首家分店。
食肆包括首次來港開店以「千層吉列豬扒」的人氣日式食肆「丼丼屋」(現已結業），以頂級肉扒及海鮮的PRIME STEAKHOUSE及日式鐵板燒料理，以吸引寫字樓上班一族及旅客提供更多速食店選擇。
新租戶於2010年第3季至2011年中分批開業。

## 迪生數碼世界
地鐵九龍站建成初期上蓋只有漾日居，商場部份沒有商戶進駐，潘迪生旗下的迪生創建與地鐵公司達成協議，曾於2000年9月在地鐵九龍站開設迪生數碼世界，當時佔地70,000呎，為首間在地鐵站內的大型購物中心。但商場開業以來生意一直冷淡，開業半年後商場進行改革，裁減117名員工，曾計劃將商場規模縮減為3層及將部份購物空間合併，以騰出商場位置，改為「迪生名牌特賣廣場」商場生意未見好轉，
再加上當時站附近多座屋苑尚未落成及經濟低迷令商場人流稀疏。商場最終在2004年結業部分樓面曾改建為教育機構租用。不過，迪生數碼世界位處九龍站大堂和大堂下方的空間，而圓方則在九龍站上方，因此迪生數碼世界與圓方完全無關。

## 發展影響
圓方的開業標誌著西九龍從傳統住宅區轉型為綜合商業區。根據戴德梁行研究報告，商場帶動九龍站周邊寫字樓租金在2007-2013年間上升約120%。2018年廣深港高鐵通車後，商場年度零售額突破50億港元，成為香港十大購物中心之一。

## 爭議事件

### 沉降「疑雲」
2018年9月傳真社報道，廣深港高鐵香港西九龍站工程可能影響圓方以及附近一帶住宅，其中漾日居對出小巴總站外的牆腳更出現200毫米-400毫米沉降現象，而圓方亦有商戶職員指出自2015年起已發現店員休息室出現裂縫等問題。

### 兩名水喉工人失救無人得知
2023年9月21日，商場在西九文化區的冷氣系統發生奪命工業意外，2名分別60歲和63歲的水喉工人在地底進行海水冷卻喉管更換工程期間，懷疑吸入沼氣被發現暈倒，經送院搶救後不治。有親屬批評徹夜聯絡不果，失聯逾15小時，到22日早上去地盤看才知道出事。警方初步調查發現工程經理未完成安全評估便離開現場，而閉路電視紀錄只拍攝到地盤出入口，暫未找到鎖上管道入口的人。工業傷亡權益會總幹事蕭倩文更指出工地負責人在意外發生後並無現身，而涉事管道所屬仍未確定，亦無法得知相關工程判頭和老闆等身份，令家屬對意外情況一無所知，直斥情況離譜。蕭倩文引述前線員工指，管道出入口雖然設有資訊板，但沒有兩名事主資料，估計地盤並無安排看守員與管道內員工保持聯絡，懷疑涉案公司沒有將管道視為「密閉空間」。
港鐵表示會全面配合政府部門調查，稱會透過香港明建會向兩各家庭各提供10萬港元應急。到9月26日，發展局發言人表示已按規管機制，暫停涉事承建商帥建機電工程的競投工務工程的資格。而據報警方循多個方向全方位調查，不排除包括誤殺的可能，但仍未聯絡到分判商負責人。而當時管道內的硫化氫濃度較正常超出4倍。到9月27日凌晨，警方在尖沙咀區拘捕一直失聯的二判，涉嫌違反香港法例第509章《職安健條例》第6條「沒有確保僱員安全及健康」，已被扣留調查。警方亦發現兩名死者身上有若干傷痕，認為事件存在「誤殺」的可能性。
同日，兩名死者家屬就恩恤安排與港鐵代表在圓方商場會面，不過會面1小時後，家屬批評港鐵提出的恩恤金額方案「無誠意」，並指出代表在會面期間並無致歉或交代事件細節，認為港鐵應盡社會責任。而另一名家屬表示無法感受港鐵關心，只覺得對方官腔。
到9月28日，警方以誤殺罪拘捕40歲男子，據悉是大判「帥建」的工程經理，並起訴一項誤殺罪和涉嫌在協助調查期間誤導警務人員，案件於屯門裁判法院提堂。連同二判「沈氏創建」負責人，案件至今兩人被控。

## 交通
港鐵

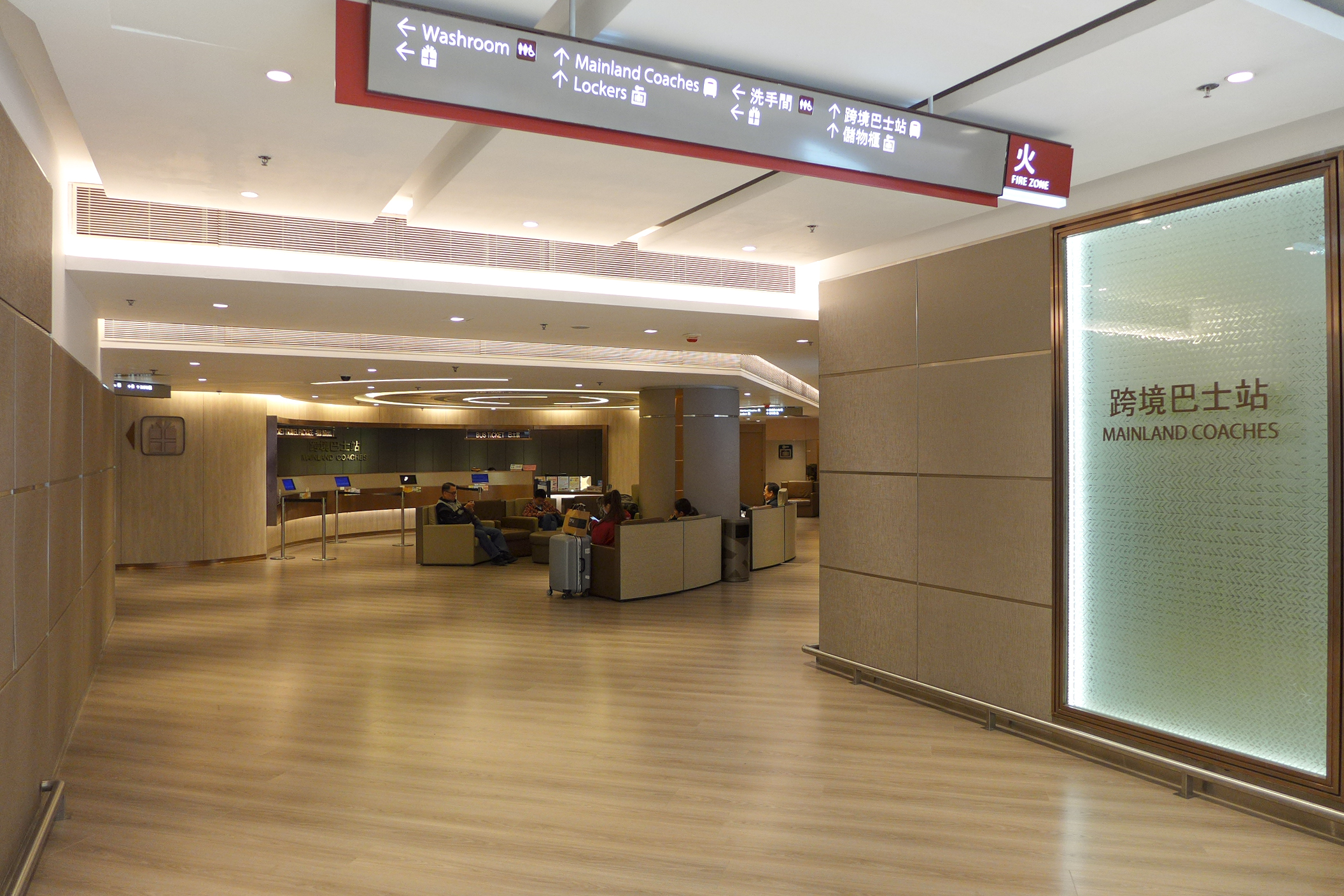
火區設有過境巴士站侯車處

- █  東涌綫、 █  機場快綫：九龍站C1、D1出入口
- █  屯馬綫：柯士甸站B4、B5、C、D1、D2、D4出入口
- █  高速鐵路：香港西九龍站C、K2、M出入口

西區海底隧道
- 註：948E、962C、969C祇限北行方向停西區海底隧道轉車站。

九龍站/柯士甸站/高鐵西九龍站
- 佐敦道公共小巴

步行设施
- 西九龍站行人接駁系統

## 外部連結
- 圓方官方網站（页面存档备份，存于）
- 圓方前官方網站
- 圓方各層平面圖
- 過境巴士路線，圓方往深圳機場
- 【SKY100】九龍地標圓方 走上天際賞香港美景︱kennechu.info （页面存档备份，存于）